# Palästinakrieg
Der Palästinakrieg oder Israelischer Unabhängigkeitskrieg (hebräisch מִלְחֶמֶת הָעַצְמָאוּת Milchemet haʿAtzmaʾūt) ist der erste arabisch-israelische Krieg, der in den Jahren 1947–1949 auf dem ehemaligen Mandatsgebiet Palästina ausgetragen wurde. Auf Arabisch wird er auch als Nakba (arabisch النكبة, DMG die Katastrophe) bezeichnet.
Der Krieg begann ohne formale Kriegserklärung nach der Verabschiedung des UN-Teilungsplanes für Palästina am 29. November 1947 mit den ersten lokalen Kämpfen zwischen arabischen Milizen (u. a. der Armee des heiligen Krieges) und jüdischen Militärorganisationen (u. a. der Hagana).
Nach der Unabhängigkeitserklärung des Staates Israel am 14. Mai 1948 rückten am 15. Mai, kurz nach dem offiziellen Ende des Mandats um Mitternacht, reguläre Armeeeinheiten einer Allianz, die von den arabischen Staaten Ägypten, Syrien, Jordanien und Irak gebildet worden war, in das ehemalige britische Mandatsgebiet ein und griffen Israel an.
Das Ziel der arabischen Allianz, die den UN-Teilungsplan nicht akzeptierte und das Existenzrecht Israels bestritt, war die Beseitigung des entstehenden jüdischen Staates. Jordanien verfolgte außerdem das Ziel, das Westjordanland zu annektieren. Wichtiges Nebenziel der ägyptischen und syrischen Machthaber war hingegen, einen Machtzugewinn Jordaniens zu verhindern.
Der Krieg endete mit einem eindeutigen militärischen Sieg Israels. Dieses schloss 1949 unter Vermittlung der UN Waffenstillstandsverträge mit seinen arabischen Kriegsgegnern ab. Nur der Irak zog seine Truppen ohne Vertrag zurück. In diesen Abkommen wurden Waffenstillstandslinien geschaffen, die etwa 75 Prozent des vormaligen Mandatsgebiets Israel überließen und das israelische Territorium im Vergleich mit dem UN-Teilungsplan um ein Drittel vergrößerten. Ein Streifen an der Südküste, der sich von Gaza bis zur ägyptischen Grenze erstreckte (Gazastreifen), kam unter ägyptische Verwaltung. Das östliche Palästina ging als Westjordanland an Jordanien. Jerusalem wurde zwischen Israel (Westjerusalem) und Jordanien (Ostjerusalem) aufgeteilt. Viele Staaten erkannten die Teilung Jerusalems offiziell nicht an.
Die jüdische Nationalbewegung konnte ihren Staat erfolgreich etablieren. Mit der diplomatischen Anerkennung Israels am 29. Januar 1949 zeigte die britische Regierung, dass sie die veränderte politische Lage in ihrem ehemaligen Mandatsgebiet anerkannte.
Die militärische und politische Niederlage der arabischen Seite und die einander widersprechenden Ziele der arabischen feudalen Regime verhinderten die Entstehung eines arabischen Staates Palästina auf dem ehemaligen britischen Mandatsgebiet. Rund 750.000 palästinensische Araber flüchteten oder wurden vertrieben. Etwa ebenso viele Juden wurden während und nach dem Unabhängigkeitskrieg aus arabischen Staaten vertrieben und ließen sich überwiegend in Israel nieder.
In den arabischen Staaten führte die Niederlage zur Schwächung der herrschenden Regime, was sich mittelbar in Putschen und Revolutionen äußerte.

## Vorgeschichte

### Jüdische Immigration
Zur Zeit des Ersten Weltkrieges, als die britische Armee Palästina mit Hilfe arabischer Truppen des Scherifen Hussein im Kampf gegen das Osmanische Reich eroberte, waren rund 90 % der Einwohner der seinerzeit dünn besiedelten Region Araber. In der Balfour-Deklaration vom 2. November 1917 versprach die britische Regierung den Führern der zionistischen Weltorganisation die Schaffung einer nationalen Heimstätte des jüdischen Volkes in Palästina.
Das (vornehmlich auf die Hussein-McMahon-Korrespondenz zurückgeführte) Versprechen an den Scherifen Hussein, die arabischen Provinzen zu einem arabischen Königreich zusammenzuschließen, wurde mit dem Sykes-Picot-Abkommen zunichtegemacht bzw. gebrochen.
Die britische Regierung übernahm die Kontrolle über Palästina als Mandatsgebiet mit der Absicht, eine Pufferzone zum Suezkanal zu schaffen, auch wenn zahlreiche Politiker und Offiziere vom strategischen Wert Palästinas nicht überzeugt waren.
Im Januar 1919 wurde das Faisal-Weizmann-Abkommen zwischen dem zionistischen Funktionär Chaim Weizmann und dem damaligen König Faisal I. von Syrien geschlossen, in dem die Araber den jüdischen nationalen Bestrebungen und der jüdischen Einwanderung nach Palästina zustimmten.
Nach der „Machtergreifung“ im Januar 1933 im Deutschen Reich durch Adolf Hitler nahm die Zahl jüdischer Einwanderer sprunghaft zu. Die antisemitische Repressions- und spätere Vernichtungspolitik von Hitler und seinem NS-Regime veranlasste viele deutsche Juden zur Flucht nach Palästina – insbesondere da viele andere Länder ihnen Einwanderung bzw. Asyl verwehrten. Die Erfahrung der Verfolgung und der Shoa veranlasste dann ab 1945 viele überlebende europäische Juden zur Übersiedlung nach Palästina.
1936 waren rund 30 % der Menschen in Palästina jüdische Einwanderer. Zu Beginn des Jahres 1948 standen sich insgesamt 600.000 Einwanderer und rund 1,2 Millionen arabische Palästinenser gegenüber. Zum Zeitpunkt der Staatsgründung umfasste der Jischuw, die jüdische Bevölkerung in Palästina, etwa 700.000 Menschen.
Bei der arabischen Bevölkerung Palästinas löste die jüdische Einwanderung Ablehnung aus. Jüdische Landkäufe führten oft zur Verdrängung der ärmeren arabischen Landbevölkerung, die ihr Land meist von ländlichen oder städtischen Großgrundbesitzern gepachtet hatte. Die Großgrundbesitzer entschieden dabei über die Köpfe ihrer Klienten hinweg. Das erklärte Ziel des Zionismus, die Gründung eines jüdischen Staates, weckte Ängste vor Vertreibung und politischer Unterdrückung und stand dem Nationalismus der eigenen Bevölkerung diametral entgegen. Versuche der zionistischen Bewegung, einen Kompromiss zu schließen, scheiterten. So antwortete Musa al-'Alami, ein palästinensischer Notabler mit guten Verbindungen zur Mandatsverwaltung, auf den Hinweis David Ben-Gurions, dass die arabische Bevölkerung von der Einwanderung gebildeter Juden ökonomisch enorm profitieren würde, folgendermaßen: „Ich würde es vorziehen, dass das Land weitere hundert Jahre verarmt und öde bleibt, bis wir fähig sind, es selbst zu entwickeln.“

### Arabischer Aufstand

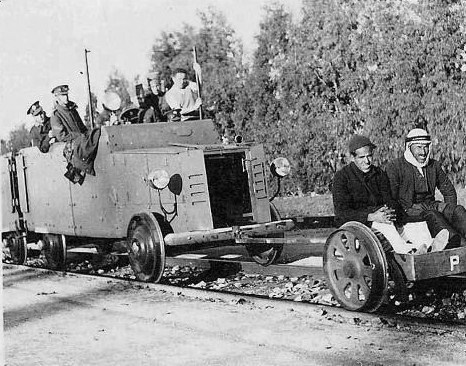
Britische Truppen auf einem gepanzerten Eisenbahnwagen mit arabischen Geiseln während der Niederschlagung des Aufstands, 1936

Zur Vertretung der arabischen Bevölkerung in Palästina wertete die britische Administration das Amt des Muftis von Jerusalem, das in osmanischer Zeit auf die Stadt beschränkt gewesen war und den islamischen Richtern unterstanden hatte, zu dem eines Großmuftis von Jerusalem und der palästinensischen Region auf und übertrug ihm den Vorsitz des Obersten Scharia-Rats. Durch die Verwaltung der Einnahmen aus religiösen Stiftungen und auch direkte britische Zahlungen erreichte der Mufti eine politisch beherrschende Stellung in der palästinensischen Gesellschaft. 1921 ernannte der britische Hochkonsul für Palästina Herbert Samuel gegen die Proteste der jüdischen Einwanderer Mohammed Amin al-Husseini zum Großmufti. Dieser marginalisierte alle anderen politischen Bewegungen in der arabischen Bevölkerung mithilfe des Muftiamts und einer von seinem Cousin geleiteten politischen Partei. Ebenso dominierte der Mufti das Arabische Hochkomitee, welches eine Vertretungsrolle gegenüber den britischen Behörden einnahm. Seine Herrschaft stützte sich neben Familienkreisen auf die traditionellen, städtischen Notablen der palästinensischen Araber. Husseinis Ziel war ein unabhängiger arabischer Staat Palästina unter seiner Führung. Um dieses Ziel zu erreichen, mobilisierte er seine Anhänger durch nationalistische und muslimisch-religiöse Symbole und Rhetorik.
Es kam in der Mandatszeit der Briten mehrmals zu anti-jüdischen und anti-britischen Ausschreitungen von arabischer Seite. Auf einem Höhepunkt dieser Ausschreitungen im Jahr 1929 wurden 67 jüdische Zivilisten bei einem Massaker in Hebron ermordet. Die überlebenden Juden mussten die Stadt verlassen. Mitte der dreißiger Jahre versuchten zahlreiche palästinensische Organisationen – allen voran die Gesellschaft junger muslimischer Männer und die radikal-nationalistische Unabhängigkeitspartei (arabisch Hizb al-Istiqlal) –, die Unzufriedenheit der arabischen Bevölkerung mit der jüdischen Einwanderung in einen bewaffneten Aufstand umzumünzen. Diese Organisationen waren mit der Politik des Muftis unzufrieden, der bisher auf eine einvernehmliche Lösung mit den Briten gehofft hatte. Eine Führungsfigur dieser Bewegungen, der muslimische Prediger Izz ad-Din al-Qassam, wurde 1935 beim Versuch, einen bewaffneten Aufstand in Haifa zu starten, von britischen Soldaten getötet. An seiner Beerdigung nahmen Tausende von Personen teil, und Qassam wurde in der Bevölkerung als Märtyrer betrachtet. Im April 1936 wurde von arabischer Seite ein Generalstreik ausgerufen. 1937 begannen bewaffnete Aufstände gegen die britische Mandatsmacht. Die Briten verloren zeitweise die Kontrolle über Teile Jerusalems, Nablus’ und Hebrons. Insgesamt dauerte es rund 18 Monate, bis die Revolte von den Briten, unter Einsatz von zehntausenden Soldaten, niedergeschlagen war. Dabei wurden 5000 Aufständische getötet, 10.000 verwundet und bis 1939 wurden 5679 inhaftiert. Eine nicht näher bekannte Anzahl wurde ausgewiesen oder floh ins Exil. Insgesamt verlor die palästinensisch-arabische Bevölkerung rund 10 % ihrer erwachsenen männlichen Mitglieder.
Der Aufstand war damit gescheitert und hatte empfindliche Folgen für die Position der arabischen Bevölkerung im Mandatsgebiet. Die palästinensische Wirtschaftskraft nahm wegen des Streiks rapide ab. Zur Finanzierung des Aufstands wurde oft unter Gewaltanwendung bei Landsleuten Geld eingetrieben und zum Teil auch veruntreut. Zur Bezahlung der Abgaben an die Aufständischen mussten viele arabische Grundbesitzer Land an jüdische Einwanderer verkaufen. Der jüdischen Bevölkerung ermöglichte der Streik die Durchsetzung des Baus eines modernen Hafens in Tel Aviv, somit war sie fortan unabhängig vom mehrheitlich arabisch kontrollierten Hafen in Jaffa. Außerdem bewaffnete die Mandatsmacht zur Bekämpfung der Rebellen rund 6000 jüdische Einwohner als paramilitärische Hilfspolizei („Notrim“), was den Grundstein für den Aufbau der israelischen Militärpolizei legte. Politisch endete der Aufstand in einer vollkommenen Sackgasse. Al-Husseini floh nach Beirut, da er sich im Verlauf des Aufstands zu dessen Führungsfigur aufgeschwungen hatte, und suchte Kontakt mit Vertretern des nationalsozialistischen Deutschlands. Dies führte zu einer offenen Kollaboration des Muftis mit dem Dritten Reich. Damit war er von den Geschehnissen in Palästina entfernt, behauptete aber dennoch seine politische Oberhoheit, indem er jeden potenziellen politischen Gegner als Verräter brandmarkte, was oft einem Todesurteil gleichkam. 1946 wurde das Arabische Hochkomitee mit Unterstützung der arabischen Liga unter Führung Husseinis rekonstituiert, auch wenn Husseini nicht nach Palästina zurückkehren konnte.

### Zweiter Weltkrieg
Bei Ausbruch des Zweiten Weltkriegs versuchte die britische Regierung die palästinensischen Araber durch Zugeständnisse stärker an sich zu binden. Das britische Weißbuch von 1939, das den Aufbau eines vereinigten jüdisch-arabischen Staates binnen zehn Jahren anstrebte und eine Kontrolle der Einwanderung versprach, wurde sowohl von jüdischer Seite als auch von der palästinensischen Führung bekämpft. Als Reaktion auf die einschränkenden Vorschriften des Weißbuchs, wonach für einen fünfjährigen Zeitraum die Einwanderung von maximal 75.000 Juden nach Palästina gestattet war, erfolgte während des Zweiten Weltkriegs eine verstärkte illegale Einwanderung. Insgesamt scheiterten die britischen Bemühungen, durch Zugeständnisse die arabische öffentliche Meinung für sich zu gewinnen. In einer Meinungsumfrage im Mandatsgebiet vom Februar 1941 gaben 88 % der palästinensischen Araber an, sie hofften auf einen Sieg der Achsenmächte, und große Teile der arabischen politischen Führung, allen voran Husseini, kollaborierten offen mit NS-Deutschland durch öffentliche Propaganda zur Aushebung muslimischer Truppen der Waffen-SS. Infolgedessen stützte sich die britische Regierung bei der Aushebung von Militärverbänden in Palästina für den Fall einer deutschen Invasion auf den Jischuw und schuf mit dem Palmach sowie der Jüdischen Brigade die Keimzelle des späteren israelischen Militärs. Insgesamt dienten rund 26.000 jüdische Bewohner des Mandatsgebietes während des Weltkriegs in den britischen Streitkräften, während dies hingegen auf nur 12.000 arabische Bürger zutraf.

## Bürgerkrieg im Mandatsgebiet

Schematische Karte des Teilungsplanes in arabisches (gelb) und jüdisches (orange) Staatsgebiet

Die britische Regierung versuchte mehrmals, beide Konfliktparteien auf diplomatischem Wege zu einer Einigung zu bewegen. Die britische Peel-Kommission (11. November 1936 bis 7. Juli 1937) sowie ein anglo-amerikanisches Komitee (13. November 1945 bis 13. Mai 1946) arbeiteten Teilungspläne für das Mandatsgebiet aus. Diese wurden aber von beiden Parteien abgelehnt. Infolgedessen wandte sich die britische Regierung an die Vereinten Nationen, um mit einer bindenden Resolution eine Lösung zu erzwingen. Aufgrund der zunehmenden Schwierigkeiten der britischen Regierung, angesichts von fortgesetzten Anschlägen der zionistischen Untergrundbewegungen Irgun und Lechi das Fortbestehen der britischen Mandatsverwaltung gegenüber dem Steuerzahler zu rechtfertigen, verkündete die Regierung Attlee Ende September 1947 unilateral die Beendigung des Mandats zum 14. Mai des folgenden Jahres, unabhängig davon, was die UN beschließen würden. Am 29. November entschied die UN-Generalversammlung in ihrer Resolution 181 mit 33 zu 13 Stimmen bei 10 Enthaltungen (notwendig war eine Zweidrittelmehrheit) für die Teilung Palästinas in zwei Staaten und ein Corpus separatum um Jerusalem unter UN-Hoheit. Dem war wochenlanges, erfolgreiches Lobbying der Zionisten vorausgegangen, die diese Lösung bevorzugten, während die palästinensischen Araber sowie die arabischen Staaten eine jüdische Staatsgründung ablehnten und bereits im Vorfeld des Konflikts mit Krieg gedroht hatten.
Am 30. November 1947, einen Tag nach der Proklamation des Teilungsplans, begann der zionistisch-arabische Bürgerkrieg. Eine Vertreterin des arabischen Hochkomitees für Palästina fasste die Erwartungen der arabischen Seite wie folgt zusammen:

„Die Entscheidung der Vereinten Nationen hat die Araber zusammengeführt, wie es noch nie zuvor der Fall war, nicht einmal gegen die Kreuzritter. […] Ein jüdischer Staat hat keine Überlebenschance jetzt, wo der heilige Krieg ausgerufen wurde. Letztlich werden alle Juden massakriert werden.“

Auf der arabischen Seite stand die Armee des heiligen Krieges, die innerhalb der arabischen Bevölkerung unter der Federführung des Großmuftis al-Husseini von einem seiner Verwandten aufgestellt worden war. Sie wurde erst nach Ausbruch der Feindseligkeiten aufgestellt und umfasste mehrere tausend Mann. Aus der Vorkriegszeit verfügte der Mufti noch über eine Miliz, die Futuwa. Es gelang ihm, sie kurz vor Ausbruch des Krieges mit der konkurrierenden Miliz, der Najada, zu vereinigen. Beide Organisationen kamen zusammen auf 11.000 bis 12.000 Mitglieder. Rund ein Zehntel davon hatte in den Polizeieinheiten der Mandatsverwaltung gedient und verfügte somit über begrenzte militärische Erfahrung. Den arabischen Paramilitärs fehlte jedoch eine zentrale Führung. Auch formierten sich viele Milizeinheiten erst nach Kriegsausbruch mehr oder weniger spontan in den arabischen Siedlungen. Über den Grad ihrer Bewaffnung ist aufgrund des Mangels einer zentralen Erfassung, Registrierung und Führung wenig bekannt. Sie speiste sich vor allem aus dem privaten Waffenbesitz der Palästinenser.

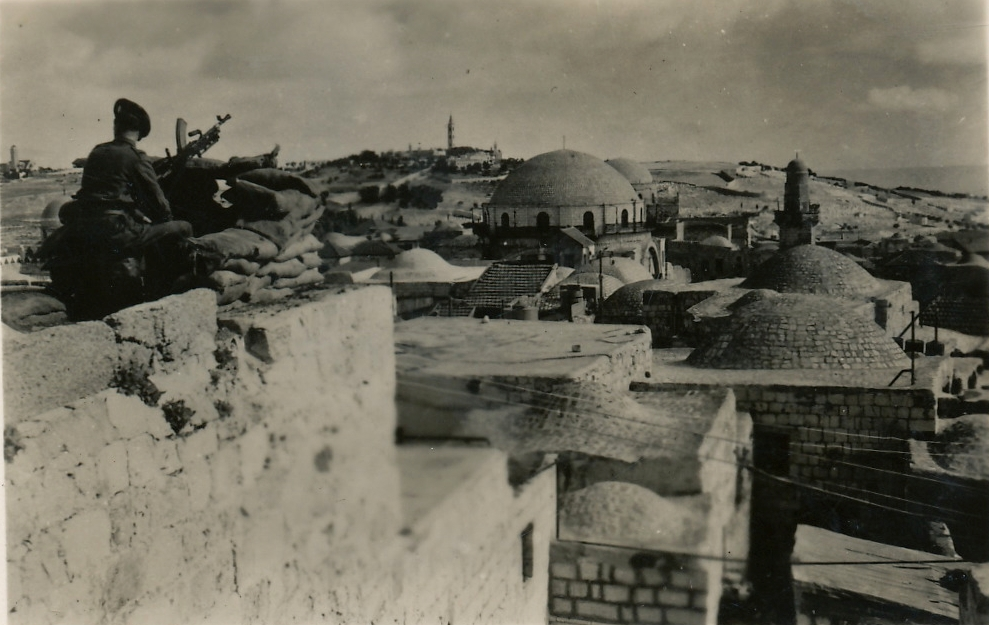
Britischer MG-Posten über den Dächern von Jerusalem vor dem Abzug, 1948

Anfang Dezember rief das Arabische Hochkomitee einen dreitägigen Generalstreik aus. Ab Januar 1948 sickerten Einheiten der Arabischen Befreiungsarmee aus Syrien nach Palästina ein. Diese umfasste rund 4000 Mann und wurde von der Arabischen Liga geführt, bewaffnet und finanziert. Die Liga konnte vor dem vollständigen britischen Rückzug keine Invasion durchführen, plante jedoch eine solche am Tag nach Abschluss des Rückzugs. Großmufti al-Husseini wollte eine Intervention anderer arabischer Streitkräfte verhindern, denn er befürchtete, dadurch selbst an Macht einzubüßen. Als Führer der Arabischen Befreiungsarmee hatte die Arabische Liga einen erklärten Gegner des Muftis, den syrischen Ex-Wehrmachtsangehörigen Fausi al-Kawukdschi, bestimmt. Neben dem Ziel, die Gründung eines jüdischen Staates zu verhindern, diente die Aufstellung der Befreiungsarmee auch der Einschränkung des politischen Einflusses des Großmuftis. Al-Husseini forderte von den arabischen Staaten Waffenlieferungen und finanzielle Unterstützung, was von der Arabischen Liga aber nur in vernachlässigenswerten Mengen erfolgte. Die Palästinenser sowie Syrien und Ägypten rekrutierten eine Handvoll deutscher und bosniakischer Weltkriegsveteranen als Söldner. Diese fielen aufgrund ihrer geringen Zahl jedoch nicht nennenswert ins Gewicht.

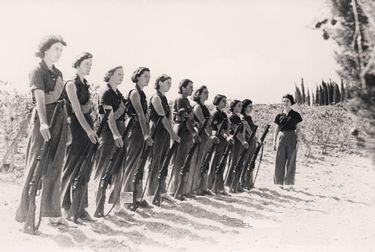
Weibliche Paramilitärs der Hagana, Datierung unbekannt

Der Jischuv hatte unter der Ägide der Jewish Agency ein schlagkräftiges Netz von Paramilitärs und Milizen aufgebaut. Ihre Dachorganisation, die Hagana, umfasste drei Unterorganisationen, die sich nach ihrem militärischen Bereitschaftsgrad unterschieden. Als Eliteeinheit diente der Palmach. Ende 1947 umfasste er 2100 de facto Berufssoldaten und 1000 Reservisten, die ähnlich intensiv ausgebildet worden waren. Die Feldtruppen (hebr. Ḥel Sadeh) umfassten 2000 Aktive, die, von einem Pool aus 10.000 Zivilisten im Alter von 18 bis 25 Jahren unterstützt, in ihrer Freizeit ausgebildet wurden und für den Kriegsfall trainierten. Komplettiert wurde diese Aufstellung durch sogenannte Wachtruppen (hebr. Ḥel Mischmār). Diese umfassten rund 20.000 Milizionäre, die vor allem zur Verteidigung ihrer Siedlungen und Wohnorte vorgesehen und ausgebildet waren. Sie bestanden aus Männern über 25 Jahren und Frauen. Die Aktivitäten der verschiedenen Verbände der Hagana wurden von einem im Geheimen operierenden Generalstab geleitet. Diesem gehörten rund 400 in Vollzeit angestellte Mitarbeiter an. Neben der Hagana gab es noch zwei weitere paramilitärische Gruppierungen, Irgun und Lechi. Sie waren viel kleiner. Erstere umfasste rund 2000 bis 4000 Mitglieder, Letztere kam nur auf 500 bis 800.

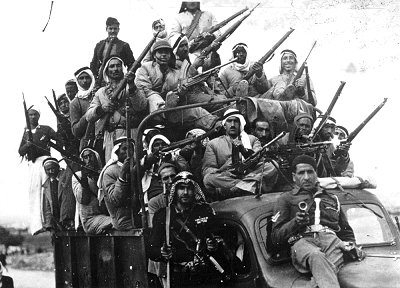
Arabische Freiwillige der Armee des heiligen Krieges, 1947

In die erste Etappe des Krieges fiel die Aufrüstung der jüdischen Paramilitärs. Die Hagana als größte dieser Organisationen verfügte 1947 über 10.000 Gewehre, 1900 Maschinenpistolen und insgesamt rund 630 Maschinengewehre. Panzer, gepanzerte Fahrzeuge, Panzerabwehrkanonen, Flakartillerie sowie moderne Kommunikationsausrüstung waren gar nicht vorhanden. Die Luftwaffe bestand aus elf Zivilmaschinen. Die Hagana konnte aufgrund dieser Mängel nur jedes dritte Mitglied bewaffnen. Die anderen paramilitärischen Verbände waren sogar noch schlechter mit Waffen ausgerüstet. Die Führung der palästinensischen jüdischen Gemeinschaft unter Ben-Gurion war sich wohl bewusst, dass sie damit nicht für einen Krieg gerüstet war. Da die USA, Großbritannien und Frankreich das Waffenembargo an die potenziellen Konfliktparteien einhielten, versorgten sich die jüdischen Paramilitärs mit Zustimmung der Sowjetunion aus Beständen des sich formierenden Ostblocks. Im Dezember 1947 wurde der erste Vertrag abgeschlossen, wonach die Tschechoslowakei 10.000 Gewehre, 4500 schwere Maschinengewehre sowie drei Millionen Schuss Munition an Israel liefern sollte.

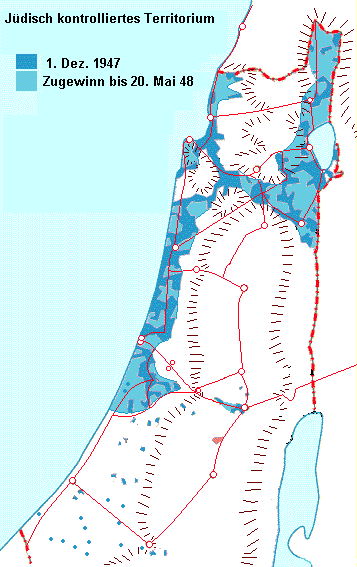
Jüdisch kontrolliertes Territorium im Dezember 1947 (blau) und Zugewinn bis Mai 1948 (hellblau)

Aufgrund mangelnder Kooperation und Organisation der arabischen Milizen fiel es der Hagana leicht, den neuerlichen Aufstand der palästinensischen Araber niederzuschlagen. Bis zum April 1948 blieb die Hagana vornehmlich defensiv und beschränkte sich auf Vergeltungsaktionen gegen Siedlungen, aus denen Guerillaangriffe durchgeführt worden waren. Nach der erfolgreichen Aufrüstung der Hagana begann mit der Operation Nachschon die planmäßige Offensive gegen die arabischen Guerillakämpfer. Ziel war es, eine Route in das von arabischen Verbänden besetzte Jerusalem freizukämpfen, was am 4. April gelang. Drei Tage zuvor hatte ein Nachrichtenoffizier mit Kawukdschi ausgehandelt, dass die Arabische Befreiungsarmee den Truppen des Großmuftis nicht zu Hilfe eilen würde. Wenige Tage später wurde ihr Befehlshaber Abd al-Qadir al-Husaini, ein Neffe des Großmuftis, getötet. Damit verloren dessen Truppen ihren fähigsten und bekanntesten Befehlshaber und lösten sich nach und nach auf. Infolge des Zusammenbruchs der bewaffneten palästinensischen Kräfte konnten jüdische Truppen weite Teile des Landes unter ihre Kontrolle bringen; die ersten Palästinenser flohen aus ihren Wohnorten. Die Hagana konnte zwar die arabischen Paramilitärs nicht komplett aufreiben, jedoch mit Haifa und Jaffa die zwei wichtigsten urbanen Zentren der palästinensischen Araber erobern. Während des Bürgerkriegs wurden von beiden Seiten keine Gefangenen gemacht, da keine Mittel für die Bewachung bereitstanden: Wer sich ergab, wurde einfach erschossen. Auf beiden Seiten kam es zu Übergriffen und mitunter gezielter Tötung von Zivilisten. Das von Kämpfern der Irgun und Lechi begangene Massaker von Deir Yasin trug zur Panik und Flucht der palästinensischen Bevölkerung bei. Die Führung der Hagana versuchte diese Panik noch durch psychologische Kriegsführung in strategisch wichtigen Regionen mit arabischer Bevölkerung zu verstärken, um vor dem erwarteten Einmarsch arabischer Armeen ein sicheres Hinterland zu haben. So berichtete Generalmajor Jigal Allon:

„Ich versammelte die jüdischen Mukhtar [Vorsteher], welche Verbindungen mit den verschiedenen arabischen Dörfern unterhielten, und bat sie, einigen Arabern ins Ohr zu setzen, dass riesige jüdische Verstärkungen Galiläa erreicht hätten und kurz davor stünden, die Dörfer der Chulaebene zu säubern; sie sollten ihnen als Freunde den Ratschlag geben zu fliehen, solange sie es noch könnten. Und das Gerücht verbreitete sich durch die Chulaebene, dass die Zeit gekommen sei zu fliehen. Die Flucht umfasste Zehntausende.“

Der Angriff der Arabischen Befreiungsarmee endete in einem Debakel, nachdem die Truppen bei Mischmar haEmek am 4. April entscheidend geschlagen worden und die drusischen Verbündeten desertiert waren. Damit scheiterte der Versuch der arabischen Staaten, die palästinensischen Guerillakämpfer durch regulär ausgerüstete Freiwillige zu unterstützen.

## Unabhängigkeitserklärung Israels und Invasion der arabischen Armeen

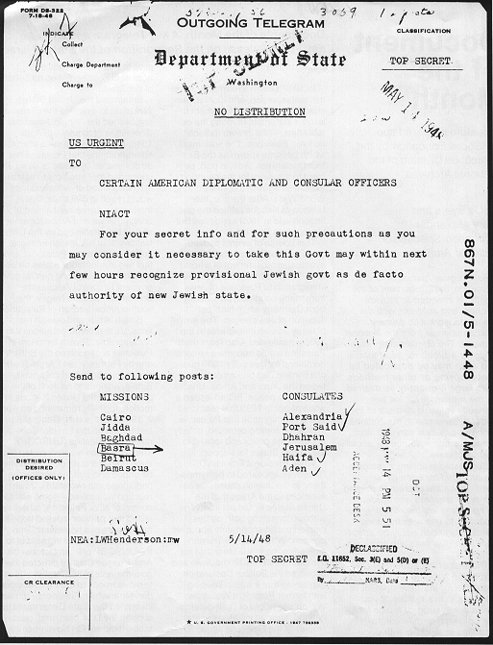
Telegramm aus der diplomatischen Korrespondenz des US-Außenministeriums, das US-Vertretungen bezüglich der Anerkennung Israels informiert

Am 14. Mai 1948 erklärte Ben-Gurion die Unabhängigkeit Israels, als das britische Mandat offiziell endete. Die USA erkannten den neuen Staat noch am selben Tag an. Die Sowjetunion folgte am 17. Mai. Die arabischen Staaten hatten sich bereits am 30. April bei einem Gipfeltreffen der Staatschefs darauf geeinigt, im Falle des britischen Rückzugs mit regulären Kräften in den Krieg einzugreifen.

## Offensiven der arabischen Staaten

### Jordanische Offensive

Karte der arabischen Offensiven gegen Israel vom 15. Mai bis 10. Juni 1948

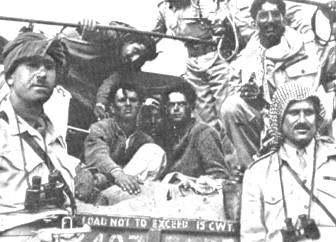
Soldaten und Offiziere der Arabischen Legion mit israelischen Gefangenen

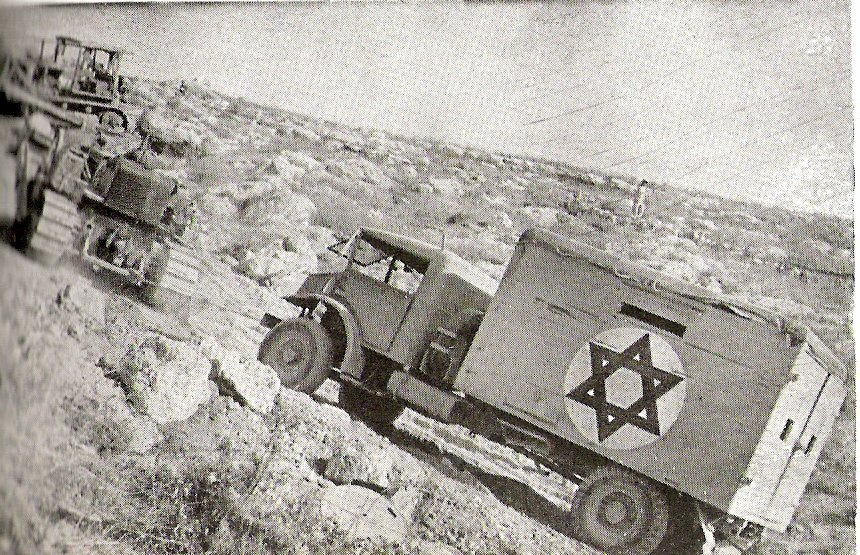
Israelischer Nachschubkonvoi auf der Burma-Road zur Versorgung Jerusalems

König Abdallah ibn Husain I. stand bereits seit den 1920ern in geheimen Kontakten mit Vertretern der jüdischen Nationalbewegung. Im Jahr 1947 traf er Absprachen mit der Jewish Agency for Israel über eine gewaltfreie Aufteilung Palästinas zwischen Transjordanien und dem künftigen jüdischen Staat. Nach Außen dagegen vertrat Abdallah die Linie der Arabischen Liga, welche den UN-Teilungsplan und die Staatsgründung Israels ablehnte. Er fungierte als formaler Oberbefehlshaber des Interventionsbündnisses der arabischen Staaten. Ein Geheimtreffen am 10./11. Mai zwischen Golda Meir und Abdallah interpretierte die israelische Delegation als Rücknahme der Zusicherung keine Kampfhandlungen mit Israel zu suchen.
Jordanien verfügte mit der Arabischen Legion unter dem Befehl von Glubb Pascha über ein nach britischen Standards aufgebautes Militär mit rund 9000 Soldaten, denen noch 1200 irreguläre Hilfskräfte zur Seite standen. Nachdem sich am 13. Mai 1948 Truppen der Arabischen Legion an einem Massaker in der jüdischen Siedlung Kfar Etzion auf dem Weg von Jerusalem nach Hebron beteiligt hatten, wobei 129 Menschen erschossen wurden und insgesamt 157 Menschen starben, rückten am 15. Mai die Hauptelemente der Legion über die Allenby-Brücke in Palästina ein. Der König war persönlich anwesend. Tage zuvor waren bereits kleinere Einheiten auf palästinensisches Territorium eingesickert. Das Ziel Abdallahs war nicht die Zerstörung des neuentstandenen jüdischen Staates, sondern die Besetzung eines möglichst großen Teils der nach der Teilungsresolution den Palästinensern zustehenden Gebiete. Mit den Briten war vereinbart worden, das als internationales Corpus separatum vorgesehene Jerusalem dabei nicht anzugreifen. Nachdem jedoch die Hagana binnen drei Tagen einen Großteil Jerusalems erobert hatte, änderte Abdallah auf Drängen von arabischen Notablen am 17. Mai seine Meinung und befahl den Angriff auf die noch uneroberte Jerusalemer Altstadt im Osten Jerusalems. Der Legion gelang es, in Häuserkämpfen das belagerte Jüdische Viertel der Jerusalemer Altstadt zu erobern. Die Zerstörung der Hurva-Synagoge durch die Legion markierte den Zusammenbruch der Haganah in der Altstadt. Die Legion erlaubte nach Kapitulationsverhandlungen den Abzug der jüdischen Zivilbevölkerung und nahm die verbliebenen Verteidiger gefangen. Das Viertel wurde im Anschluss vollständig zerstört. Die Zivilisten und Kriegsgefangenen wurden von der Legion mit Gewalt gegen Übergriffe von Palästinensern verteidigt. Darüber hinaus übernahmen Truppen der Legion die Stellungen um Latrun mit der stark befestigten Polizeistation von Einheiten der Arabischen Befreiungsarmee. Von Latrun aus konnten sie die Straße von Tel Aviv nach Jerusalem kontrollieren. Das israelische Westjerusalem war infolgedessen von Versorgung und Nachschub abgeschnitten. Somit waren rund 100.000 jüdische Einwohner Jerusalems und damit ein erheblicher Anteil des Jischuw von feindlichen Kräften eingeschlossen und besonders wegen der knappen Munitionsvorräte vom Zusammenbruch der Verteidigung bedroht. So befahl Ben-Gurion gegen den Willen des örtlichen Befehlshabers Jigael Jadin, der die militärische Lage besser einschätzen konnte, bis zum 9. Juni dreimal einen Sturmangriff israelischer Truppen gegen Latrun. Alle Angriffe scheiterten verlustreich. Die arabische Legion konnte die Stellungen halten. Zur Umgehung von Latrun und Bab el Wad wurde zugleich südlich davon im unwegsamen Gelände des Judäischen Berglands, das nicht von Arabern kontrolliert wurde, von Pioniereinheiten die Burma Road gebaut und am 10. Juni fertiggestellt. Diese Ausweichstraße nach Jerusalem wurde durch eine Wasserpipeline ergänzt. Damit konnten die Israelis die zivile wie militärische Versorgung Westjerusalems wiederherstellen. Die restliche Zeit des Krieges blieben die jordanischen Einheiten strikt defensiv. König Abdallah hatte seine begrenzten Ziele erreicht. Außerdem litt die Legion unter einer massiven Munitionsknappheit, da die westlichen Staaten ein Embargo über den Nahen Osten verhängt hatten. Im August 1948 besaß die Legion nur noch Artilleriemunition für rund fünf Kampftage.

### Irakische Offensive
Bereits vor Kriegsausbruch waren irakische Militäreinheiten auf dem Gebiet von Transjordanien stationiert. Am 15. Mai setzte eine Brigade mit einem Panzerbataillon unabhängig von der Arabischen Legion über den Jordan; sie griff erfolglos den Kibbuz Gescher an und setzte dann wieder auf jordanisches Territorium über, um sich neu zu formieren. Kurz darauf übernahm die Einheit die Kontrolle über das arabisch bewohnte Dreieck zwischen Tulkarm, Nablus und Dschenin. Dieses Gebiet war vorher nur von einigen wenigen Einheiten der Arabischen Befreiungsarmee behauptet worden. Es war strategisch wichtig, denn es war das ideale Sprungbrett, um zum Mittelmeer vorzustoßen und somit den Staat Israel in zwei Teile zu trennen. Die irakischen Truppen wurden laufend verstärkt, sodass sie auf ihrem Höhepunkt rund 15.000 bis 18.000 Mann umfassten. Ein israelischer Angriff der Golani- sowie Carmelibrigade auf Dschenin scheiterte nach schweren Kämpfen am 28. Mai. Daraufhin blieben die irakischen Truppen passiv, da keine weiteren Befehle aus Bagdad eintrafen.

### Ägyptische Offensive
Die ägyptische Regierung sandte eine rund 10.000 Mann starke Expeditionsstreitkraft in die Kämpfe um Palästina. Sie bestand aus fünf Infanteriebataillonen und einem Panzerbataillon, ausgerüstet mit britischen Fahrzeugen vom Typ Light Tank Mk VI und Matilda. Darüber hinaus kamen 24 teils schwere Geschütze, ein Maschinengewehrbataillon sowie noch einige Einheiten Kampfunterstützungstruppen.
Die regulären Einheiten wurden dabei zusätzlich von rund 2000 Freiwilligen unterstützt, vorwiegend Mitgliedern der Muslimbruderschaft, die bereits vor Kriegsausbruch in das Mandatsgebiet eingesickert waren.
Die Regierung Ägyptens unter Premierminister Mahmud an-Nukraschi Pascha hatte kein Interesse an einer Beteiligung am Palästinakrieg. König Faruq gab schließlich dem Druck der Straße nach, welche eine Intervention zugunsten der palästinensischen Araber befürwortete. Der Krieg wurde in Regierungskreisen intern als politische Zeichensetzung bezeichnet. Das Militär selbst verfügte über keine ausreichenden nachrichtendienstlichen Erkenntnisse über die israelischen Militärkapazitäten.
Der Befehlshaber der ägyptischen Expeditionstruppen Generalmajor Ahmed Ali al-Mwawi plante zwei Hauptstoßrichtungen. Der kleinere Teil sollte durch die Negevwüste über Be’er Scheva auf Jerusalem vorrücken. Dieser Vorstoß erreichte am 23. Mai Ramat Rachel am südlichen Stadtrand von Jerusalem und wurde erst dort von israelischen Truppen zum Stehen gebracht.
Der größere Teil der ägyptischen Streitkräfte unter dem Kommando von Al-Mwawi sollte entlang der Küste auf Tel Aviv vorrücken und traf unterwegs auf entschlossenen Widerstand in den jüdischen Siedlungen. Zwar konnten die Kämpfer in Nirim und Kefar Darom dem Vormarsch der Ägypter nicht standhalten, aber bei Jad Mordechai, auf der Küstenstraße gleich hinter dem heutigen Gazastreifen gelegen, wurden die angreifenden Truppen fünf Tage lang, vom 24. bis 29. Mai aufgehalten, bevor sich die Verteidiger schließlich zurückzogen. In dieser Zeit konnten die israelischen Kräfte wesentlich verstärkt werden. Auch einige weitere jüdische Siedlungen konnten erobert werden. Der Kibbuz Nitzanim zwischen Aschkelon und Aschdod, der heftigen Widerstand leistete, wurde umgangen und die ägyptischen Truppen setzten ihren Vormarsch weiter fort. In Höhe von Aschkelon gelang sogar ein Vorstoß nach Osten, der einen Korridor als Verbindung zu den Truppen südlich von Jerusalem herstellte. Dadurch wurden zwei israelische Brigaden im Negev abgeschnitten. Der Vormarsch von Al-Mwawis Einheiten wurde schließlich in ʿAd Halom nördlich von Aschdod an der gesprengten Brücke Dschisr Isdud von Teilen der Giv’ati-Brigade aufgehalten. Zufälligerweise war diese Frontlinie des weitesten Vordringens auf Tel Aviv identisch mit der Demarkationslinie des UN-Teilungsplanes, hinter der das dem jüdischen Staat zugesprochene Territorium beginnen sollte. Die ägyptischen Kräfte waren zu diesem Zeitpunkt auf rund 2500 Mann zusammengeschrumpft. Dies sowie der erstmalige Einsatz von aus der Tschechoslowakei importierten Avia S-199-Jagdflugzeugen, einem modifizierten Nachbau der deutschen Messerschmitt Bf 109, sowie von zwei leichten Geschützen durch die Israelis konsolidierten den Frontverlauf.
Al-Mwawi, der eine zu exponierte Stellung seiner Truppen befürchtete, übergab das Kommando bei Aschdod an Brigadegeneral Muhammad Nagib. Er selbst leitete persönlich die Operation zur Ausräumung der umgangenen Siedlung Nitzanim und anderer verbliebener israelischer Widerstandsnester im Rücken der ägyptischen Front und konnte sie um den 7. Juni erfolgreich abschließen.

### Syrische Offensive

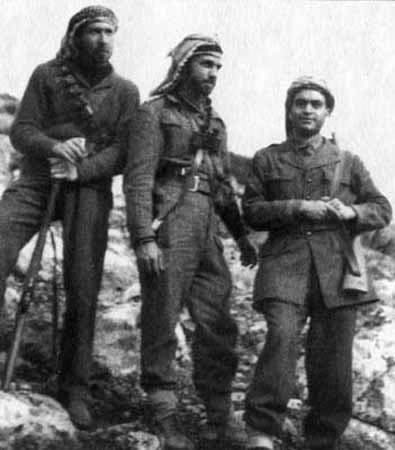
Syrische Freiwillige in Palästina, 1948

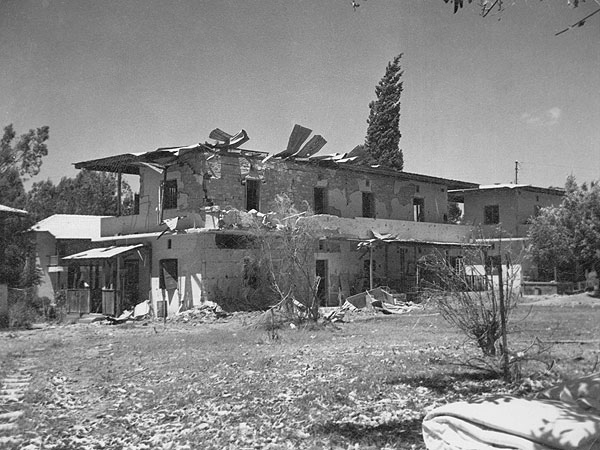
Gebäude des Kibbuz Degania nach den Kämpfen

Syrien hatte schon vor dem offiziellen Ausbruch des Krieges die Arabische Befreiungsarmee mit Soldaten und Kriegsmaterial unterstützt. Am 14. Mai rückten die ersten syrischen Truppen südlich des See Genezareth in das ehemalige Mandatsgebiet ein. Der ursprüngliche Plan war eine begrenzte Offensive, um einen möglichst großen Teil Galiläas zu besetzen und abzutrennen. Das öffentlich nicht eingestandene Hauptziel der Regierung war dabei nicht die Unterstützung der pan-arabischen Kriegsziele, sondern die Erlangung eines territorialen Faustpfandes gegen eine mögliche jordanische Expansion auf palästinensischem Territorium. Die Regierung unter Quwwatli hatte die Streitkräfte in der Vorkriegszeit bewusst zahlen- und ausrüstungsmäßig klein gehalten, um einem Putsch vorzubeugen. Infolgedessen schätzte die politische Führung die Chance eines entscheidenden Beitrags zu einem möglichen Sieg als sehr gering ein.
Die Syrer errichteten schon vor dem Krieg ein Nachschubdepot nahe einer Brücke nördlich des Sees, um den Israelis einen Hauptangriff nördlich des Sees vorzutäuschen. Die Täuschung gelang und Israel konzentrierte seine mobilen Einheiten nördlich des Sees. Die syrische Expeditionsarmee südlich des Sees umfasste eine Infanteriebrigade, ein Bataillon Panzerwagen und eine Kompanie Panzer des Typs Renault R-35 und Renault R-37. Am 18. Mai eroberten die syrischen Truppen das Dorf Zemach südlich des Sees. Sie versuchten in den folgenden Tagen, die beiden Kibbuzim Degania Aleph und Bet zu erobern. Die zahlenmäßig unterlegenen israelischen Truppen konnten jedoch, verstärkt durch eine Batterie 65-mm-Haubitzen, die Angriffe abwehren. Die Syrer zogen sich daraufhin wieder auf Zemach zurück. Am 22. Mai zerstörte ein israelisches Kommandounternehmen das nördliche Nachschublager. Dadurch wurde die nördliche Offensive, welche die syrische Armee nach dem Rückzug im Süden starten wollte, verzögert. Am 6. Juni rückte eine zweite Brigade, wieder unterstützt durch Panzer, nördlich des Sees vor. Ihr gelang es am 10. Juni, die Siedlung Mishmar haYarden zu erobern. Der weitere Vormarsch nach Westen scheiterte aber an israelischem Widerstand. Die Syrer hatten somit ihre ursprünglichen Ziele nicht erreicht, aber zwei Brückenköpfe im Westjordanland errichten können.

## Erste Waffenruhe
Bereits am 22. Mai forderte der UN-Sicherheitsrat eine zweitägige Waffenruhe sämtlicher Kriegsparteien. Die israelische Seite signalisierte Zustimmung, die arabischen Staaten lehnten jedoch ab, da sie sich einen Sieg erhofften. Am 25. Mai beauftragte der Sicherheitsrat Graf Folke Bernadotte und Ralph Bunche als Vermittler zwischen den verfeindeten Parteien. Vier Tage später forderte der Sicherheitsrat erneut einen, diesmal vierwöchigen Waffenstillstand. Darüber hinaus wurde ein Waffenembargo über beide Seiten verhängt, ebenso ein Einreiseverbot für Menschen, die sich den Kampfhandlungen anschließen wollten. Die Waffenstillstandsforderung wurde von arabischer Seite wiederum abgelehnt. Das Hauptmotiv der arabischen Staatsführer fasste der libanesische Premierminister Riad as-Solh folgendermaßen zusammen: „Jeder arabische Führer, der den Waffenstillstand bedingungslos akzeptiert hätte, […] hätte dies im gegenwärtigen Zustand der öffentlichen Meinung unter Gefahr seines Lebens getan.“ Die arabischen Regierungen gaben nur Berichte über erfolgreiche Kampfhandlungen an ihre Medien weiter, so dass die Bevölkerung zu großen Teilen der Überzeugung war, der Krieg verlaufe für die beteiligten arabischen Nationen vorteilhaft. Der innenpolitische Druck auf die arabischen Regime wurde noch dadurch verstärkt, dass die muslimischen religiösen Führer, allen voran die al-Azhar-Universität, die Auseinandersetzung mit Israel durch Fatawa als Dschihad propagierten und so die völlige Vernichtung des jüdischen Staates als heiligen Krieg und muslimische Glaubenspflicht forderten. Dies taten sie nicht nur vor dem offiziellen Kriegseintritt der arabischen Staaten, sondern hielten diese Forderung auch nach dem Krieg aufrecht.
Auf israelischer Seite sprach sich das höhere Offizierskorps einhellig für einen Waffenstillstand aus, um die Armee weiter aufzurüsten und eine Atempause zu gewinnen. Bernadotte und Bunche gelang es schließlich, beide Seiten zu einem Waffenstillstand zu bewegen, welcher ab dem 11. Juni 1948 einzuhalten war. Die arabischen Regierungen waren sich darüber klar geworden, dass ihre Armeen ebenso eine Ruhepause benötigten wie die israelischen Streitkräfte. Außerdem nutzten sie das Eingreifen der Großmächte im Rahmen der UN, um sich selbst vor ihrer Öffentlichkeit von der Verantwortung für den Kriegsverlauf freizusprechen.
Die israelische Armee nutzte die auf vier Wochen anberaumte Waffenruhe, um ihre Streitmacht zu verstärken. Vom 14. Mai bis zum 9. Juni stieg die Zahl der aktiven Soldaten von 35.000 auf 65.000 an. Darunter befanden sich zahlreiche Veteranen aus dem Zweiten Weltkrieg, vor allem aus den USA, der Tschechoslowakei, Großbritannien und Kanada. Außerdem gelang es den Israelis, große Mengen an Waffen und militärischem Gerät an der ineffizienten Embargoaufsicht der UN vorbeizuschmuggeln. Dieses Material stammte von illegalem, informellem Handel mit Privatpersonen wie auch dem Ostblock, der das Embargo missachtete. Die Hagana und später die israelischen Streitkräfte konnten dabei auf Netzwerke von Funktionären und Lobbyisten der Jewish Agency aus der Vorkriegszeit zurückgreifen. Die Waffen wurden meist demontiert über den Seeweg eingeführt. Die sowjetische Regierung genehmigte den Waffenverkauf. Die Käufe im anglo-amerikanischen Raum mussten illegal abgewickelt werden. Infolgedessen überwogen die Einkäufe aus dem Ostblock. Insgesamt erreichten rund 25.000 Gewehre, 5000 Maschinengewehre und 50 Millionen Schuss Munition Israel (siehe Operation Balak). Die Luftwaffe wurde durch Avia S-199 aus der Tschechoslowakei und drei Boeing-B-17-Bomber verstärkt. Ebenso wurden Artillerie und gepanzerte Fahrzeuge illegal eingeführt. Durch die Schaffung der 8. (gepanzerten) Brigade und der 9. Brigade erhöhte die israelische Armee ihre Stärke auf insgesamt sieben Brigaden.
Die arabische Seite war vor dem Krieg vor allem von britischen und französischen Waffen- und Munitionslieferungen abhängig gewesen, die mit dem Embargo schlagartig entfielen. Da sie keine Verkäufer fanden, um das Embargo erfolgreich zu umgehen, konnten die arabischen Staaten ihre Armeen nur personell wiederverstärken. Mit Ausnahme einiger weniger sudanesischer Soldaten gelang es ihnen auch nicht, bisher nicht am Konflikt beteiligte Ausländer für ihr Militär zu gewinnen.
Der Waffenstillstand erwies sich insgesamt als brüchig, da beide Seiten ihn mitunter brachen, um einen taktischen Vorteil für die Wiederaufnahme der Feindseligkeiten zu gewinnen. So beschossen arabische Soldaten israelische Konvois zu isolierten Siedlungen, und die israelischen Truppen nutzten die Zeit für nadelstichartige Angriffe. Am 6. Juli entschieden sich die Staaten der arabischen Liga in Kairo für eine Nichtverlängerung des Waffenstillstands. Jordanien, das seine territorialen Ambitionen bereits verwirklicht hatte, drängte als einziges Land auf eine Verlängerung. Der jordanische Abgesandte stimmte wegen der Haltung der anderen Staaten aber dann trotzdem für die Wiederaufnahme des Krieges.

## Der Krieg der zehn Tage

### Ägyptische Front
Im Süden planten die israelischen Streitkräfte eine Offensive, um die ägyptische Territorialbrücke zwischen dem Negev und dem Rest Israels zu durchbrechen. Die Ägypter kamen aber am 8. Juli den Israelis zuvor und starteten ihrerseits einen Präventivschlag, um die israelische Offensive zu verhindern und die Territorialbrücke zwischen Madschdal und Beit Dschibril zu festigen und so den Druck auf die israelischen Truppen im Negev weiter voranzutreiben. Die Kämpfe kulminierten um den Kibbuz Negba, der von nur rund 100 israelischen Soldaten verteidigt wurde. Der Kibbuz konnte gehalten werden, trotz des Einsatzes von rund 4000 Artillerie- und Mörsergranaten von ägyptischer Seite. Die Kämpfe erschöpften sich schließlich bis zum neuerlichen Waffenstillstand am 18. Juli in Einzelaktionen, bei denen keine Seite einen entscheidenden Vorteil erzielen konnte. Die ägyptische Armee war ausgezehrt und litt immer mehr unter Munitionsmangel. Ihr Befehlshaber Al-Mwawi sah sie nach den zehn Tagen nicht mehr fähig zur Offensive und beschrieb die militärische Situation gegenüber seinen Vorgesetzten in Kairo als düster. Der ägyptische General forderte vom Oberkommando in Kairo die Erlaubnis, seine Truppen auf günstigere Verteidigungslinien zurückzunehmen. Dies wurde jedoch aus politischen Gründen abgelehnt.

### Nördliche Front
In Galiläa operierte immer noch die Arabische Befreiungsarmee, während die syrische Armee immer noch den Brückenkopf bei Mischmar Ha'Yarden hielt. Den israelischen Verbänden gelang es im Rahmen der Operation Dekel, die vom 8. bis 18. Juli von der 7. Panzerbrigade, einem Bataillon der Carmeli-Brigade sowie Teilen der Golani-Brigade durchgeführt wurde, die verbliebenen Einheiten der Befreiungsarmee in die Flucht zu schlagen. Al-Kawukdschi selbst hatte versucht, seine Einheiten durch die Rekrutierung von Männern aus den umliegenden Dörfern zu verstärken, traf jedoch auf wenig Resonanz. Die israelische Seite dagegen konnte viele drusische Dörfer zur Kooperation bewegen, deren Einwohner ihre Waffen behalten durften. Innerhalb der arabischen Stadtbevölkerung hatte die Arabische Befreiungsarmee wenig Rückhalt, da sie oft Übergriffe auf die Städter zu verantworten hatte. Christliche Araber waren diesen im verstärkten Maße ausgesetzt. Am 16. Juli rückten israelische Truppen kampflos in Nazareth ein, dessen Notablen vorher kapituliert hatten. Al-Kawukdschi verlegte sein Hauptquartier im Zuge der Operationen in den Südlibanon, seine Armee spielte im weiteren Verlauf keine Rolle mehr. Die Versuche der israelischen Armee, den syrischen Brückenkopf zu beseitigen, scheiterten am syrischen Widerstand.
Die libanesische Regierung hatte zwar gegenüber der arabischen Liga einen Kriegseintritt zugesichert, der Offizier, der den bevorstehenden Angriff leiten sollte, weigerte sich jedoch, die Befehle zu befolgen. Es blieb bei kleineren Aufklärungsoperationen ohne signifikante Kampfhandlungen. Die Regierung entschied angesichts der mangelnden Leistungsfähigkeit der Streitkräfte und des Unwillens der maronitischen Bevölkerungsgruppe, statt gegen Israel in den Krieg zu ziehen, die eigene Armee in der Defensive zu halten.

### Jordanische Front
König Abdallah hatte vor dem Ablauf des Waffenstillstands die israelische Regierung in einer Geheimbotschaft benachrichtigt, dass er den Krieg beenden wolle. Dies tat er im Gegensatz zu seinen Verlautbarungen vor der Arabischen Liga, den Krieg weiterzuführen. Die israelische Seite hielt dies für eine Finte und erwartete eine Offensive seitens der Arabischen Legion gegen Tel Aviv. Als Sprungbrett machte die israelische Militäraufklärung den Raum zwischen Lydda und Ramla aus, wo sie fälschlicherweise 1500 Soldaten der Legion vermutete. Die israelische Armee stellte mit drei Brigaden (Harel, Yiftah, 8. gepanzerte Brigade) ihre Elitestreitkräfte für diese Aufgabe ab. In Wahrheit ging Glubb längst davon aus, dass die Ebene zwischen den beiden Städten nicht gehalten werden konnte. Infolgedessen befanden sich dort nur 150 Legionäre, unterstützt von lokalen Milizen. Glubb sah es als sein Hauptziel an, das bereits besetzte, hügelige Judäische Bergland der West Bank zu verteidigen. König Abdallah wies Glubb ausdrücklich an, defensiv zu bleiben und sozusagen nur einen Scheinkrieg zu führen. Diese Strategie wurde neben politischen Überlegungen auch vom sich verschlimmernden Munitionsmangel der Legion diktiert. Die israelische Seite plante ihrerseits einen Vorstoß gegen Lydda und Ramla, der über Latrun und Ramallah führen sollte. Das Ziel war die Eröffnung einer zweiten Route, neben der Burma-Road nach Jerusalem. Diese als Operation Dani bezeichnete Offensive startete am 10. Juli. Am selben Tag eroberten israelische Kräfte Lydda, Ramla zwei Tage später. Damit gelangte der bisher von den Arabern kontrollierte Internationale Flughafen Tel Aviv unter israelische Kontrolle. Die Fronten versteiften sich, als Glubb seine Reserven in den Kampf schickte. Der israelische Angriff auf Latrun scheiterte am 16. Juli. Die Israelis gaben infolgedessen das Ziel der Eroberung Latruns und Ramallahs auf. Die Arabische Legion wurde durch die Offensive jedoch ernsthaft in ihrer Kampffähigkeit eingeschränkt. Ein Viertel der Legion waren seit dem Einmarsch gefallen, und die Munitionskrise verschärfte sich mit jedem Kampftag. Infolge der israelischen Eroberungen, die mit einem weiteren Exodus von Palästinensern einhergingen, kam es zu Demonstrationen gegen König Abdallah in Amman. Glubb Pascha wurde gegenüber anderen Regierungen der arabischen Liga aus Propagandazwecken als britischer Spion verunglimpft. Abdallah selbst erhob zwar keine Spionagevorwürfe, versuchte jedoch Glubb als Person die Schuld am Fall von Lydda aufzubürden.

## Zweite Waffenruhe

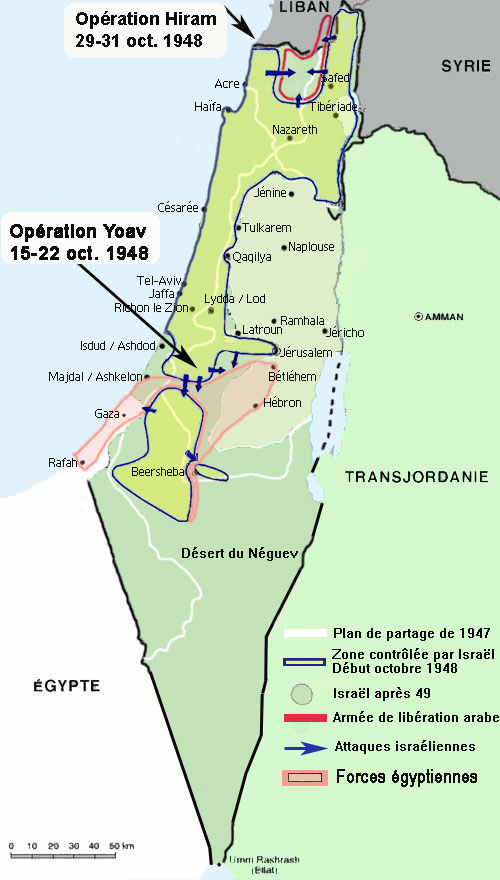
Waffenstillstandslinien Juli – Oktober 1948

Am 15. Juli verlangten die Großmächte einstimmig im UN-Sicherheitsrat eine erneute Waffenruhe. Diese wurde in der UN-Resolution vom 18. Juli 1948 proklamiert und blieb bis zum 15. Oktober in Kraft. Die arabischen Staatschefs waren einerseits aufgrund der prekären militärischen Lage einem Waffenstillstand zugeneigt: Die britische Regierung beurteilte die Lage Jordaniens als so gefährdet, dass sie Waffen und anderes Kriegsmaterial von ihren Basen am Suez-Kanal nach Amman bringen ließ, um im Falle eines israelischen Vorstoßes in das jordanische Staatsgebiet die Armee von König Abdallah zu unterstützen. Die arabische öffentliche Meinung hingegen betrachtete den Druck des Sicherheitsrats als eine Zurücksetzung der arabischen Seite. Die libanesische Tageszeitung Al-Hayat etwa kommentierte die Resolution folgendermaßen: „Keine Gerechtigkeit, keine Logik, kein Recht, keine Gleichheit, kein Verständnis, sondern blinde Unterwerfung unter alles Zionistische.“ Die arabischen Regierungen hatten diese Kriegswilligkeit im bisherigen Verlauf des Krieges indirekt befördert. Sie betrieben gegenüber ihren Medien und ihrer Bevölkerung eine bewusste Desinformationspolitik, welche die militärische Situation realitätswidrig in einem sehr guten Licht erscheinen ließ. Die israelische Seite hoffte durch den Waffenstillstand eine Atempause für eine weitere Aufrüstung zu gewinnen. Gleichzeitig fürchtete die israelische Regierung den Unmut der Großmächte, denn sie war davon überzeugt, dass die zukünftige Existenz des Staates vom Wohlwollen beziehungsweise der Neutralität der Großmächte abhängen würde.
Während der Waffenruhe fanden keine nennenswerten Kampfhandlungen zwischen den israelischen Streitkräften und den regulären arabischen Armeen statt. Auf israelisch kontrolliertem Territorium kam es jedoch vereinzelt zu bewaffneten Angriffen von Palästinensern auf Soldaten und Zivilisten südlich von Haifa. Die Dörfer, aus denen die Angriffe gestartet wurden, lehnten eine Kapitulation gegenüber den Israelis ab. Infolgedessen bombardierten die israelischen Streitkräfte mehrere Dörfer und sprengten zahlreiche Häuser. Die Mehrheit der Bewohner floh auf arabisch kontrolliertes Gebiet. Einige Hundert wurden vertrieben.
Beide Seiten nutzten die Kampfpause, um ihre Streitkräfte zu verstärken. Die ägyptische Armee erhielt Unterstützung durch drei Bataillone der saudischen Armee. Die jordanische Armee schaffte es, die Verluste der Arabischen Legion durch neue Rekruten zu ersetzen. Die irakischen Expeditionstruppen wurden durch zusätzliche Einheiten aus ihrem Heimatland verstärkt. Ebenso nutzten die Einheiten vor Ort die Zeit zum Bau von Feldbefestigungen.
Die israelischen Streitkräfte konnten durch den Zustrom von Freiwilligen aus dem Ausland und die Rekrutierung von kürzlich angekommenen Einwanderern ihre Stärke um 20.000 Mann auf 85.000 Soldaten erhöhen, und es gelang ihnen, sich durch Umgehung des Embargos Waffen aus dem Ausland zu beschaffen. Jigael Jadin kam im Oktober 1948 zu dem Schluss, dass nun die typische Infanterieeinheit über mehr Feuerkraft als ihr arabisches Gegenstück verfüge. Die israelische Artillerie war von fünf Geschützen auf rund 150 angewachsen. So gelang es den Israelis, den Waffenstillstand effektiver zu nutzen als ihre arabischen Gegenspieler.
Nach Ablauf des Waffenstillstands ermordeten israelische Terroristen der Lechi den UN-Chefvermittler Folke Bernadotte. Die vier Mörder wurden nie gefasst. Die israelische Regierung reagierte mit der Auflösung der Lechi. Allerdings wurden ihre paramilitärisch-organisierten Mitglieder nicht gefangen gesetzt, sondern in die israelischen Streitkräfte integriert.

## Israelische Offensiven bis Kriegsende

### Zerschlagung der ägyptischen Streitkräfte

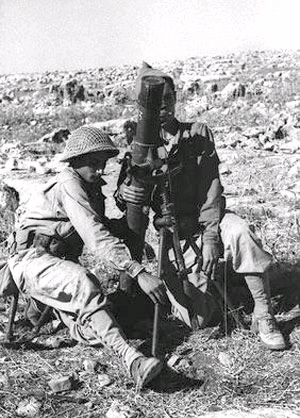
Israelische Soldaten mit Mörser im Oktober 1948

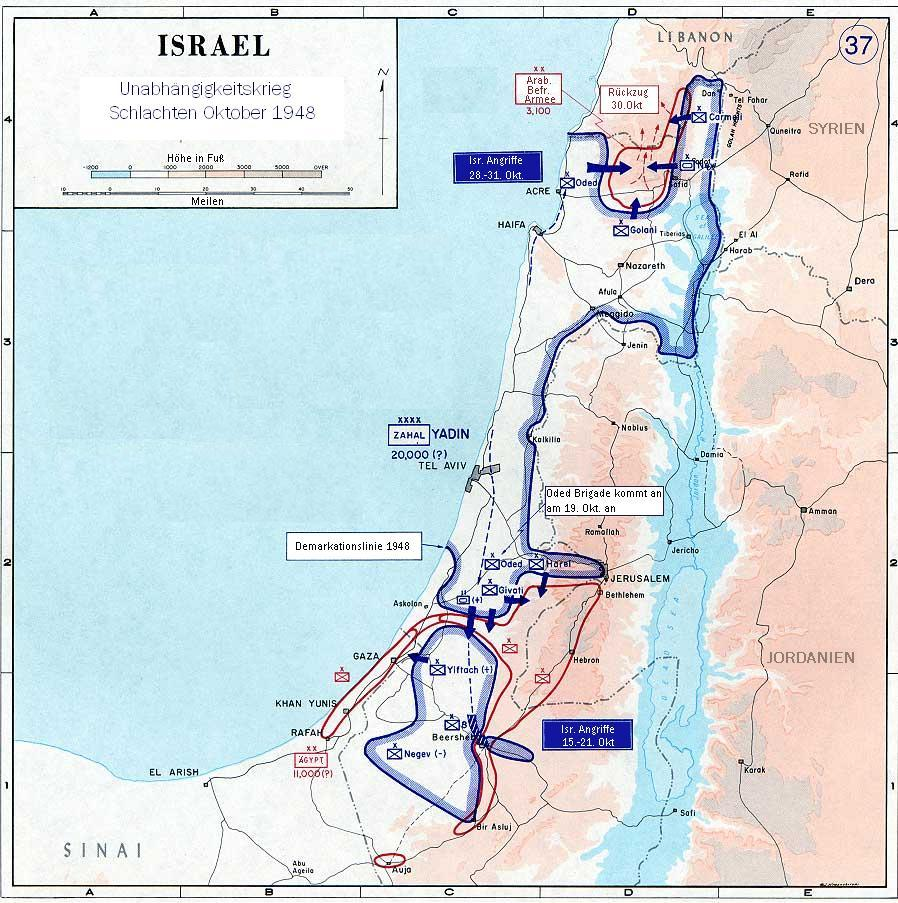
Kämpfe im Oktober an der ägyptischen Front

Der ägyptische Oberbefehlshaber al-Mwawi betrachtete die Lage des Expeditionskorps als sehr prekär. Seine Einheiten waren in die Defensive gezwungen und Mwawi befürchtete, sie könnten bei einem israelischen Durchbruch durch den Streifen, der den Negev vom israelischen Kernland abriegelte, oder bei einem Durchbruch zur Küste abgeschnitten werden. Die israelische Führung war sich zwar dessen bewusst, sah aber ihre eigene Lage als ebenso bedroht. Die Ägypter hielten noch immer große Teile Palästinas und bedrohten das israelische Kernland von Tel Aviv bis Jerusalem. Ben-Gurion fürchtete, dass sich die jetzigen Stellungen als Grenzen des neugegründeten Staates erweisen würden. Ebenso sah er eine Verlängerung des Waffenstillstands als Gefahr, da der Großteil der israelischen materiellen und menschlichen Kräfte in die Kriegsführung gebunden war, während die arabischen Staaten – gemessen an ihrer Gesamtgröße – nur einen geringen Militarisierungsgrad aufwiesen. Ben-Gurion und das Kabinett beschlossen am 6. Oktober den Angriff auf das ägyptische Expeditionskorps mit dem Ziel, die ägyptische Armee in die Flucht zu schlagen und somit eine erste arabische Kriegspartei aus dem Konflikt zu werfen. Dabei setzte Ben-Gurion der Armeeführung einen sehr knappen Zeitrahmen von sieben Tagen, da er nicht damit rechnete, einen neuen Waffenstillstand länger verhindern zu können.
Das israelische Oberkommando war sich anfangs über die Durchführung der Offensive uneins. Generalstabschef Yadin sah Frontalangriffe auf Gaza und Madschdal vor. Der Oberkommandierende der Südfront Jigal Allon sprach sich für eine Anwendung der indirekten Methode aus. Ihm schwebte vor, die Straßen- und Kommunikationsverbindungen zwischen den ägyptischen Einheiten aufzubrechen und sie nach und nach zu zerstören. Beim schließlich erzielten Kompromiss konnte Allon die meisten seiner Ideen durchsetzen. Zwei israelische Brigaden sollten von Norden her angreifen. Die Negev-Brigade und eine weitere Brigade sollten aus der eigentlich eingeschlossenen Enklave im Negev von Süden gegen die Ägypter vorgehen. Zu diesem Zweck ließ das israelische Oberkommando eine ganze Brigade über den Land- und Luftweg, von den Ägyptern unbemerkt, in den Negev einsickern.
Obwohl sich das ägyptische Oberkommando im Klaren war, dass ein israelischer Angriff bevorstand, gelang es der israelischen Luftwaffe bereits am ersten Tag der Operation, dem 15. Oktober, das Flugfeld in El-Arisch auszuschalten, womit sie sich die Luftherrschaft für die Dauer der Operation sicherte. Vor den Luftangriffen hatten ägyptische Streitkräfte einen israelischen Konvoi beschossen, dessen Auftrag lautete, sich einer solchen Attacke auszusetzen, um einen Anlass zum Angriff zu liefern. Tags darauf begannen die Bodenoperationen der israelischen Armee, und gleich am ersten Tag gelang es ihr, die Blockade der Küstenstraße zwischen Gaza und Madschdal zu durchbrechen. Die nördlichen Elemente des ägyptischen Expeditionskorps konnten sich aber vor der Einkesselung retten. Dabei legten ägyptische Pioniere eine kilometerlange Straße aus Drahtnetzen durch die Sanddünen an der Küste, um einen geordneten Rückzug möglich zu machen. Der schmale Verbindungsstreifen zwischen den östlichen und westlichen Flügeln der ägyptischen Streitkräfte wurde ebenso schnell durchbrochen, und die Israelis konnten 4000 ägyptische Soldaten im Kessel von Faludschah einschließen. Der östliche Flügel des Expeditionskorps brach unter israelischem Druck nach wenigen Tagen zusammen und zog sich ungeordnet zurück. Al-Mwawi versuchte, seine Truppen entlang einer neuen Linie auf Höhe von Gaza und Be’er Scheva zu konsolidieren. Bezüglich des westlichen Flügels gelang ihm das auch. Mwawi und sein Stab entgingen dabei selbst nur knapp der Einkesselung durch israelische Truppen. Der östliche Flügel konnte jedoch Be’er Scheva nicht gegen die israelischen Kräfte aus dem Negev halten. Als am 22. Oktober ein neuer UN-Waffenstillstand in Kraft trat, funkte Mwawi nach Kairo, dass nun Ägypten selbst bedroht und jede Aussicht auf Erfolg in Palästina dahin sei. Das ägyptische Oberkommando versuchte zunächst, diese Tatsache vor den Verbündeten zu verschleiern, bat aber trotzdem Jordanien und den Irak erfolglos um Hilfe. Der israelische Militärgeheimdienst Aman hatte im Laufe der Operation den ägyptischen Code entschlüsselt, und so war die politische Führung Israels über den Zusammenbruch ihrer Gegner voll im Bilde.
Die israelischen Streitkräfte stießen schließlich auf ägyptisches Territorium vor und nahmen das Flugfeld von al-Arisch ein. Die Stadt selbst wurde nicht angegriffen. Infolge des ägyptischen Zusammenbruchs schaltete sich die britische Regierung (Premierminister: Clement Attlee) ein und drohte Israel mit einer militärischen Intervention, falls sich die israelische Armee nicht aus dem Sinai zurückziehe. Um der Drohung Nachdruck zu verleihen, patrouillierten Kampfflugzeuge der Royal Air Force über dem Sinai und der Negevwüste. Die israelische Regierung ordnete infolgedessen den Rückzug an. Am 6. Januar 1949 verließen die letzten israelischen Soldaten ägyptischen Boden.

### Offensive in Galiläa
Die israelische Regierung hielt aus strategischen wie auch historischen Gründen Galiläa für unverzichtbar für einen lebensfähigen jüdischen Staat. Das Gebiet war aufgrund der hohen arabischen Bevölkerungsdichte unter Kontrolle der Arabischen Befreiungsarmee. Im Oktober gelang es den israelischen Streitkräften, die verbliebenen Truppen der Arabischen Befreiungsarmee und der syrischen Streitkräfte aus dem Gebiet zu vertreiben. Um einen territorialen Puffer zu schaffen und um Nachschubbasen der Arabischen Befreiungsarmee zu zerstören, besetzte Israel einen Teil des Südlibanons. Die libanesische Armee leistete keinen Widerstand.

### Zugang zum Roten Meer

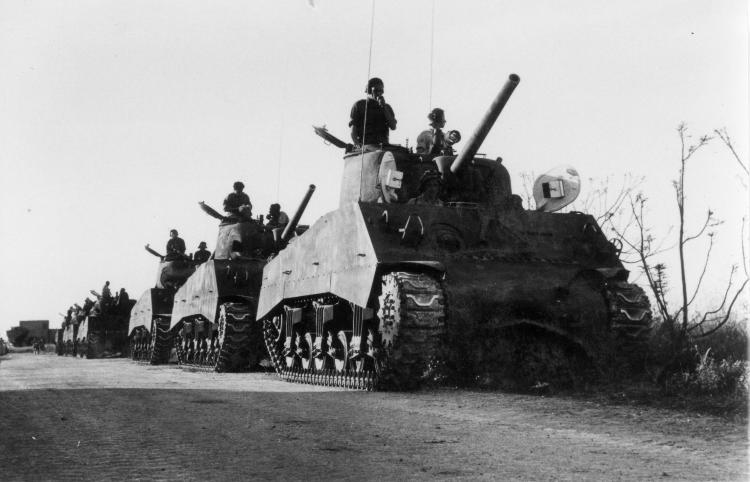
Israelische Panzereinheit der Palmach, ausgestattet mit M4 Sherman, 1948

Im März 1949 fand die letzte größere Operation der israelischen Streitkräfte statt. Motorisierte Einheiten drangen in der Operation Uvda zum Golf von Akaba vor und nahmen die Gegend um das heutige Eilat ein. Damit sicherte sich die israelische Regierung einen Zugang zum Roten Meer und verhinderte eine Landbrücke zwischen Ägypten und Jordanien.

## Waffenstillstandsabkommen
Nachdem das ägyptische Militär in die Defensive gedrängt worden war, befand es sich in einer extrem verwundbaren Situation. Die eingeschlossene Brigade in Faludschah würde über kurz oder lang vernichtet werden. Die restlichen Einheiten des Expeditionskorps erwarteten im Gaza-Streifen eine erneute israelische Offensive. Die militärische und politische Führung rechnete mit dem totalen Zusammenbruch der Armee im Fall eines erneuten israelischen Angriffs. Die politische Führung fürchtete einen Staatsstreich in diesem Fall. Infolgedessen erklärte sie sich zu Verhandlungen bereit. Die Israelis sahen in einem Waffenstillstand mit Ägypten, dem mächtigsten arabischen Staat, die Chance, dass dann auch die anderen arabischen Staaten folgen würden.
Die Gespräche fanden auf Rhodos in der Grande Albergo delle Rose statt und wurden von Bernadottes Nachfolger Bunche als Vermittler geleitet. Ägypten wollte anfänglich neben der Rettung der eigenen Armee die Souveränität über den Negev. Dadurch würde die Landbrücke nach Jordanien gewahrt bleiben. Israel forderte einen vollständigen Rückzug der ägyptischen Streitkräfte aus dem Gazastreifen. Bunche versuchte den diplomatischen Einfluss der USA zu nutzen, um die israelischen Forderungen abzuschwächen. Die israelische Regierung nutzte jedoch ihren diplomatischen Einfluss in Washington, um dies zu verhindern. Die USA mischten sich infolgedessen nicht in die Gespräche ein. Am 24. Februar 1949 wurde ein Kompromiss geschlossen, der beide Seiten zufriedenstellte. Der geordnete Abzug der Brigade von Faludschah und das Verbleiben ägyptischer Streitkräfte auf ehemaligem Mandatsgebiet im Gazastreifen waren Zugeständnisse an Ägypten. Die Ägypter gaben ihre Ansprüche auf den Negev auf. Um ein erneutes Aufflammen der Feindseligkeiten zu verhindern, wurde eine demilitarisierte Zone um Al-Auja geschaffen. Sie umfasste auf israelischer und ägyptischer Seite die Haupteinfallsstraßen zwischen Israel und dem Sinai.

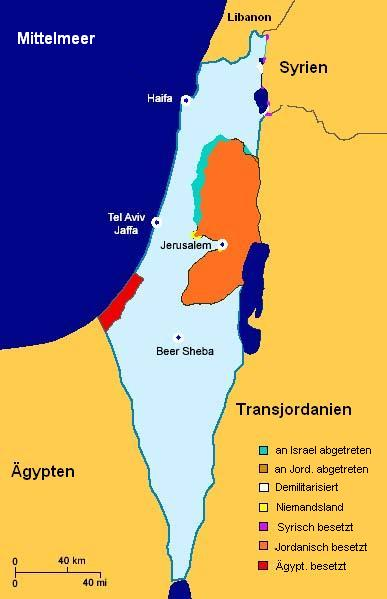
Territoriale Verhältnisse nach den Waffenstillstandsabkommen

Nachdem Ägypten offiziell aus dem Krieg ausgeschieden war, folgten die anderen arabischen Staaten nach und nach. Die libanesische Regierung schied gegen einen Abzug der israelischen Truppen aus dem Südlibanon am 23. März 1949 aus dem Krieg aus. Ebenso verpflichtete sich die Regierung dazu, syrische Truppen nicht im Südlibanon zu stationieren. Damit hatte sich Israel eine kleine Pufferzone an seiner Nordgrenze geschaffen. Die jordanische Regierung akzeptierte die Präsenz der Israelis am Golf von Akaba und unterzeichnete am 3. April 1949. Jordanien löste die verbliebenen irakischen Truppen durch die Legion ab und gab rund 300 km2 Territorium (den so genannten Meschullasch) mit rund 34.000 Bewohnern gegenüber Israel auf. Aufgrund der schwachen militärischen Position der Legion gegen Ende des Krieges hätte die militärische Führung Israels eine Fortführung der Kämpfe bevorzugt, die politische Führung entschied sich allerdings für eine Verhandlungslösung. Abdallah erreichte mit dem Abkommen sein Ziel der Annexion der West Bank. Syrien unterzeichnete am 20. Juli. Die syrische Regierung forderte territoriale Zugeständnisse, insbesondere die Kontrolle des Oberlaufs des Jordans. Israel wollte dem im Hinblick auf die Wasserversorgung des Landes nicht zustimmen. Die beiden Staaten einigten sich schließlich auf die durch den Krieg geschaffenen Grenzen und eine demilitarisierte Zone entlang des Jordans.
Den Waffenstillstandsabkommen folgten keine dauerhaften Friedensregelungen, denn keine arabische Regierung schloss einen Friedensvertrag mit Israel oder akzeptierte Israel als souveränen Staat. Irak und Saudi-Arabien verzichteten sogar auf ein Waffenstillstandsabkommen. Offizielle Gespräche wurden von den arabischen Regierungen aus Angst vor weiterem Gesichtsverlust vor der eigenen Bevölkerung nicht durchgeführt. In inoffiziellen Gesprächen erklärte sich König Faruq dazu bereit, für die Preisgabe der Negevwüste Frieden zu schließen. Syrische Unterhändler stellten ein Friedensabkommen für die Rückkehr von 300.000 Flüchtlingen und Gebietsabtretungen am See Genezareth in Aussicht. Angesichts der schwindenden Handlungsfähigkeit der arabischen Regierungen durch innenpolitischen Druck schätzte die israelische Regierung die Offerten als unrealistisch ein und zeigte sich nicht interessiert.
Zwischen Jordanien und Israel kam es entlang der Grenze immer wieder zu kleineren Gefechten und gegenseitigen Überfällen. Sie gingen so weit, dass Israel 1954 eine eigene Einheit für Kommandoaktionen in der West Bank gründete. Die ersten spürbaren Auswirkungen auf Zivilisten in Israel erfolgten von ägyptischer Seite, als Gamal Abdel Nasser Guerillagruppen von seinem Territorium gegen Israel operieren ließ und sie finanzierte. Von 1949 bis 1956 wurden 486 israelische Zivilisten durch irreguläre Kräfte und Terrorismus getötet. 1956 erfolgte der israelisch-britisch-französische Militärangriff in der Suezkrise.
Ägypten schloss nach drei weiteren Kriegen mit Israel schließlich den Friedensvertrag 1979, Jordanien folgte 1994. Mit Syrien, dem Irak, Saudi-Arabien oder dem Libanon liegen bis heute keine Friedensabkommen vor.

## Folgen

### Kriegsopfer
Nach offiziellen israelischen Angaben wurden während der Kampfhandlungen 5700 bis 5800 Menschen des Jischuw getötet. Davon waren rund 25 % Zivilisten. Dies entsprach rund einem Prozent der damaligen jüdischen Gesamtbevölkerung. Die Zahl der Verwundeten wurde auf rund 12.000 beziffert. Die Zahl arabischer Todesopfer ist umstritten. Al-Husseini gab nach dem Krieg rund 12.000 Todesopfer an. Eine zentrale Dokumentation hat nicht stattgefunden.
Die offiziellen Statistiken aus Ägypten liegen bei 1400 Toten und 3731 Kriegsversehrten. Diese Zahlen werden jedoch in der historischen Literatur angezweifelt. Die jordanischen, irakischen und syrischen Streitkräfte verzeichneten jeweils mehrere hundert Kriegstote. Die libanesische Armee hatte einige Dutzend Gefallene zu beklagen. Die britischen Truppen hatten 1947 und 1948 174 Gefallene und 419 Verwundete zu beklagen.

### Flucht und Vertreibung im Mandatsgebiet

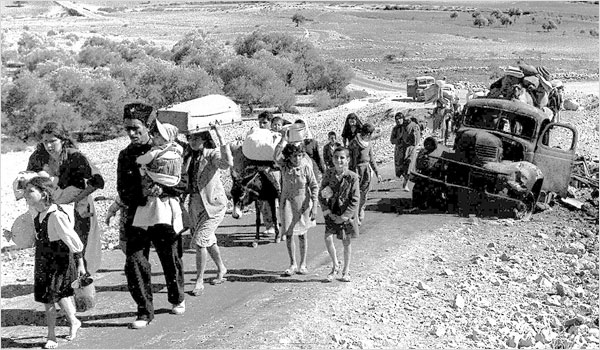
Palästinensische Flüchtlinge aus Galiläa, 1948

Rund 750.000 bis 800.000 palästinensische Araber, mehr als jeder zweite arabische Bewohner, wurden zu Flüchtlingen, die meisten bereits während des Bürgerkrieges vor dem Eingriff der arabischen Staaten in den Konflikt. Rund 65 % davon verblieben innerhalb der Grenzen des Mandatsgebiets. Insgesamt 39 % der Flüchtlinge verblieben in der jordanisch kontrollierten West Bank. In den von Ägypten besetzten Gaza-Streifen flohen 26 % der Gesamtzahl. 14 % überquerten die Grenze in den Libanon. Jeweils 10 % verblieben in Syrien oder Transjordanien.
Das Arabische Hochkomitee wie auch die arabische Liga versuchten die Massenflucht zu stoppen, fanden jedoch in der Bevölkerung kein Gehör. In mehreren Fällen wurden Zivilisten von irregulären oder regulären arabischen Truppen aufgefordert, ihre Wohnorte zu verlassen. Diese Aufforderungen entsprachen der Intention, Zivilisten aus dem Gefechtsraum zu verbringen oder die Aufstellungen der eigenen Truppen zu begünstigen. In mehreren Fällen sollte auch verhindert werden, dass die Zivilisten als Bürger in Israel verblieben. Eine Minderheit wurde von israelischen Truppen vertrieben. Die Mehrheit flüchtete aus Angst vor den Kampfhandlungen wie auch aus Angst vor den israelischen Streitkräften. Dabei setzten sich erst die vermögenden Eliten, dann die Mittelklasse und später die ärmeren Gesellschaftsschichten ab. Israelische Kräfte waren an Vertreibungen und vereinzelten Massakern beteiligt. Außerdem verhinderten sie in vielen Gebieten mit Waffengewalt die Wiederkehr von bereits geflüchteten Arabern. Dies geschah häufig, wenn geflüchtete Bauern versuchten, ihre Ernte einzuholen. Darüber hinaus setzten sie kurz vor der Intervention der arabischen Armeen bewusst Flüchtlingsströme in Bewegung, um die Anmarschrouten nach Palästina zu blockieren. Eine konsistente Politik der Vertreibung wurde jedoch aus außenpolitischen Erwägungen und auch moralischen Skrupeln nicht verlautbart. Infolgedessen verblieben arabische Minderheiten vor allem um Jaffa und Haifa. Diese machten um die Jahrtausendwende rund ein Fünftel der israelischen Bevölkerung aus. Der Zusammenbruch der palästinensischen Gesellschaft ging als Nakba (Katastrophe) in den arabischen Sprachgebrauch ein. Das Erlebnis von Flucht und Vertreibung sowie der Wille zur Rückkehr in die alte Heimat wurden zum zentralen Element der palästinensischen Identität.
Die arabischen Streitkräfte, sowohl reguläre Armeen wie paramilitärische Kräfte, vertrieben in mehreren Fällen die Bewohner jüdischer Siedlungen. Ebenso erging es den jüdischen Einwohnern Ostjerusalems. Da die arabischen Streitkräfte aber nicht in dicht besiedeltes Gebiet des Jischuw vordringen konnten, blieb die Zahl von Flüchtlingen innerhalb der jüdischen Gemeinde marginal – infolgedessen auch das Maß an Zerstörung von Eigentum. Ebenso betrieben die Hagana und arabische Milizen, später die israelische Armee und arabische Truppen, auf lokale Initiative hin kleinere Gefechte und Heckenschützeneinsätze, um landwirtschaftliche Produktionsflächen zu kontrollieren. Dabei wurde von beiden Seiten mitunter auf unbewaffnete Zivilisten geschossen.

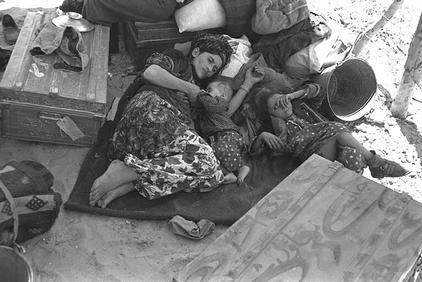
Jüdische Flüchtlinge aus dem Irak nach ihrer Ankunft in Israel, 1951

### Flucht und Vertreibung von Juden aus den islamischen Ländern
Während des Krieges und auch nach dem Krieg kam es in der islamischen Welt zu einer Welle von Pogromen gegenüber den dort lebenden jüdischen Minderheiten. Zu gewalttätigen Ausschreitungen kam es unter anderem in Aden, Aleppo, Peschawar, Isfahan, Bahrain, Kairo, Beirut, Tripolis und Oujda. Dem folgte eine Welle von staatlicher Repression in Ägypten und dem Irak. Die Bürgerrechte der jüdischen Einwohner wurden Schritt für Schritt beschnitten, es kam zu Massenverhaftungen tausender Menschen aufgrund ihrer Religionszugehörigkeit. Infolgedessen flohen während des Krieges und nachher rund 500.000 bis 600.000 Juden aus muslimischen Ländern nach Israel. Allein 260.000 von ihnen erreichten Israel zwischen 1948 und 1951 und machten 56 % der gesamten Einwanderung des neu gegründeten Staates Israel aus. 600.000 Juden aus arabischen und muslimischen Ländern konnten Israel noch bis 1972 erreichen. Die meisten erreichten den jungen Staat völlig mittellos, da ihre Heimatländer ihnen die Emigration verboten und bei Abwanderung ihren Besitz konfiszierten. Die israelische Luftwaffe evakuierte bis 1950 43.000 Juden aus dem Jemen. Die massive Einwanderung der sogenannten Mizrachim sorgte in Israel für soziale Spannungen mit den aus Europa eingewanderten Aschkenasim, die in der Regel besser ausgebildet und vermögender waren.
Darüber hinaus kam es auch zu Flüchtlingsbewegungen von Juden aus den arabischsprachigen Ländern nach Europa und in die Vereinigten Staaten. Vom Anfang des Krieges 1948 zwischen Israel und den arabischen Staaten bis zu den frühen 1970er Jahren wurden 800.000 bis zu einer Million Juden aus ihren Heimatgebieten in den arabischen Staaten vertrieben oder mussten flüchten.

### Weiteres Schicksal der arabischen und jüdischen Flüchtlinge
Israel lehnte eine Rückkehr der arabischen Flüchtlinge nach Kriegsende kategorisch ab. Während die Israelis jedoch versuchten, die jüdischen Neuankömmlinge als Bürger zu integrieren, verweigerten arabische Staaten teilweise die Integration palästinensischer Araber in ihre Gesellschaften. Diese blieben jahrzehntelang, mitunter bis heute, in Flüchtlingslagern als Staatenlose verwahrt. Dadurch wurden sie in einigen Ländern, ähnlich wie andere staatenlose Araber (Bedun), von Eigentumsrechten, wirtschaftlichen Möglichkeiten, Bildungsangeboten und medizinischer Versorgung ausgeschlossen. Der geringe Schutzstatus erwies sich nach dem Zweiten Golfkrieg als prekär, als 1991 rund 450.000 Palästinenser allein aus Kuwait erneut vertrieben wurden. Dabei sind grundlegende Standards, wie die Allgemeine Erklärung der Menschenrechte, nicht anerkannt und massiv verletzt worden.
Der einzige arabische Staat, der bis dato palästinensischen Flüchtlingen die volle Staatsbürgerschaft anbot, war Jordanien. 2010 lebten noch rund 1,4 von 4,76 Millionen von der UNRWA erfassten palästinensischen Araber in Lagern. Im Gegensatz dazu akzeptierte der israelische Staat die verbliebenen Araber als Bürger mit juristischen und politischen Rechten.

### Destabilisierung der arabischen Regierungen
Die arabische Öffentlichkeit hatte den Krieg extrem emotionalisiert aufgegriffen. Alle arabischen Staatsführer äußerten sich in internen Gesprächen über ihre Befürchtung, durch den Druck der Straße den Krieg nicht beenden zu können, selbst als die militärische Lage schon aussichtslos war. Infolgedessen institutionalisierten alle arabischen Regime eine strikte Pressezensur. Aufgrund derer wurden in den staatlich gelenkten Medien Rückschläge verschwiegen und die militärische Lage wissentlich falsch wiedergegeben. Dies führte in der Bevölkerung zu nur noch größerer Unzufriedenheit mit den eigenen politischen Führern, nachdem Nachrichten über das Ausmaß der Niederlage abrupt doch ins Land drangen.
Die ägyptische Regierung wies das Militär an, keine verwundeten Soldaten ins Nildelta zu verbringen, da sie Mundpropaganda in der Hauptstadt Kairo fürchteten. Der ägyptische Ministerpräsident Mahmud an-Nukraschi Pascha wurde im Dezember 1948 von einem Mitglied der Muslimbruderschaft ermordet. Die Unzufriedenheit des ägyptischen Militärs kulminierte in dem von Nasser und Nagib, beide Veteranen des Palästinakriegs, angeführten Militärputsch 1952.
In Transjordanien kam es zu Demonstrationen mehrerer Tausend Menschen in Amman, welche nur durch die Intervention des Königs zerstreut werden konnten. König Abdallah selbst wurde 1951 von palästinensischen Terroristen ermordet, die haschemitische Dynastie konnte ihre Herrschaft über Transjordanien trotzdem sichern.
Die syrische Regierung verlor durch die Niederlage im Krieg massiv an Legitimität. Im Militär machte sich Unmut über die politische Führung breit, die Absetzung der zivilen Regierung unter Schukri al-Quwatli durch den Putschisten Husni al-Za'im 1949 leitete eine Phase der politischen Instabilität ein.
Der libanesische Premierminister Riad as-Solh fiel 1949 einem Attentat zum Opfer. Als letzter amtierender Regierungschef der Kriegszeit wurde der Iraker Nuri as-Said 1958 im Laufe der „Revolution des 14. Juli“ ermordet. Damit waren die arabischen Regime der Postkolonialzeit bis auf das haschemitische Königreich Jordanien nach dem Krieg gestürzt worden.
Laut Edward Said folgten auf die Niederlage von 1948 eine zunehmende Militarisierung und die Entwicklung eines intoleranten politischen Klimas innerhalb der arabischen Gesellschaften. Dies habe zur Vernachlässigung ziviler Institutionen, offenen politischen Diskurses und der Verfolgung von religiösen, politischen und ethnischen Minderheiten geführt.
Neben der Destabilisierung der alten Regime entwickelte sich in der arabischen öffentlichen Meinung die Auffassung, die USA hätten in dem Konflikt parteiisch auf Seite Israels gestanden. Ebenso wurde der Ruf Großbritanniens als Groß- und Ordnungsmacht in der Region in Frage gestellt.

### Israelische Staatlichkeit
Der Erfolg der israelischen Streitkräfte führte zur Sicherung der israelischen Staatlichkeit. Israel konnte sich ein Territorium sichern, das größer war als dasjenige, welches der UN-Teilungsplan vorgesehen hatte (Galiläa und den Negev). Ostjerusalem mit der Altstadt und der Klagemauer verblieben unter jordanischer Kontrolle. Die arabischen Staaten, die vor dem Krieg den Teilungsplan und die Gründung eines jüdischen Staates ablehnten, mussten die geschaffenen Fakten hinnehmen, auch wenn sie Israel nicht offiziell als Staat anerkannten. Jordanien verbot nach dem Krieg Juden den Zugang zur Klagemauer, einem zentralen Heiligtum der jüdischen Religion.
Der entstandene israelische Staat hatte die Kontrolle über 77 % des ehemaligen Mandatgebietes, im Vergleich zu 55 %, die ihm nach dem Teilungsplan zugesprochen worden waren. Große Teile der landwirtschaftlichen Nutzfläche des ehemaligen Mandatsgebiets wurden durch die Enteignung geflüchteter Araber in jüdischen Besitz übertragen.

## Historiografie
Die kollektive Erinnerung der beiden Seiten an den Krieg geht sehr stark auseinander. Auf israelischer Seite bildete sich eine offizielle Geschichte aus Augenzeugenberichten heraus, deren Augenmerk anfangs sehr auf der Schlachtengeschichte lag. Die Entstehung des Flüchtlingsproblems lastete sie vor allem der arabischen Seite an und ging von einem Befehl zur Flucht durch die arabischen Regierungen aus. 1987 leitete Simha Flapan, Historiker und Politiker der Mapampartei, eine neue Sicht ein. Ihm folgten zahlreiche, sogenannte Neue israelische Historiker, die durch die Öffnung der israelischen Archive andere Schlüsse zogen als ihre Vorgänger, sich jedoch auch untereinander widersprachen. Bis zu dieser Debatte bestand in Israel ein Konsens, dass die Massenflucht vor allem auf Befehl der arabischen Führer stattgefunden habe, die israelische Armee durchgängig zahlenmäßig unterlegen gewesen und die fehlenden Friedensschlüsse allein auf den Radikalismus der arabischen Kriegsparteien zurückzuführen seien. Die Neubewertung historischer Fakten führte in Israel zu heftigen, öffentlichen Diskussionen um die Richtigkeit der nationalen Narrative des Staates. Den Neuen Historikern wurde dabei von allen Teilen des Parteienspektrums häufig das politische Motiv unterstellt, Israel delegitimieren zu wollen. Historiker der älteren Generation wie Anita Shapira und Efraim Karsh unterstellten ihren Kollegen gleichfalls politische Voreingenommenheit und fachliche Mängel.
Manche Neue Historiker wie Ilan Pappé distanzierten sich auch öffentlich vom Zionismus, während andere wie Benny Morris ihre Loyalität zum israelischen Staat öffentlich bekräftigten. Trotz der Debatte setzten sich die neuen wissenschaftlichen Erkenntnisse durch. Im Jahr 1999 wurden Schulbücher für den Geschichtsunterricht eingeführt, welche die Nakba als Erlebnis der palästinensischen Bevölkerung und eine aktive Rolle des israelischen Staates und Militärs bei Vertreibungen während des Krieges thematisierten. Der spätere israelische Premierminister Ariel Scharon sprach sich im Rahmen einer Wahlkampfrede 2001 dafür aus, die Thesen der Neuen Historiker aus den Schulbüchern zu verbannen.
Ob die israelische Regierung oder die israelischen Streitkräfte eine planmäßige „ethnische Säuberung“ durchgeführt haben, ist umstritten. Der israelische Historiker Benny Morris ging von einem offiziell nicht bestätigten Plan zur Vertreibung von Zivilisten, die die Gegenseite aktiv unterstützten, aus. Efraim Karsh sieht die Hauptverantwortlichkeit in der aggressiven Politik der palästinensischen Araber, räumt jedoch auch eine aktive Rolle der Israelis ein. Sein Kollege Ilan Pappé geht sogar von einer bereits vor der Mandatszeit angestrebten, planmäßigen Vertreibung aus.
Der Unabhängigkeitskrieg wurde zu einem Gründungsmythos Israels. In der Geschichtsschreibung zeitgenössischer Akteure bildeten sich Narrative, welche den Krieg als Kampf Israels gegen eine militärisch überlegene und geschlossen handelnde arabische Welt heroisierte. Erst in den 1980er-Jahren wurden durch die Neuen Historiker diese Stereotype hinterfragt und seitens der Forschung auf die Differenzen der arabischen Staaten und deren begrenzten militärischen Einsatz eingegangen.
Auf arabischer Seite ist der Zugang zu offiziellen Archiven zu großen Teilen immer noch gesperrt, eine historisch-wissenschaftliche Aufarbeitung der eigenen Quellen hat bisher nicht stattgefunden. Die offizielle Geschichtsschreibung der arabischen Staaten diente, falls vorhanden, eher der Schuldzuweisung an andere arabische Staaten als der wissenschaftlichen Untersuchung. Darüber hinaus existiert eine Anzahl von Publikationen unterhalb wissenschaftlicher Standards, die vor allem persönliche Erlebnisse und die kollektive Erinnerung widerspiegeln. In Jordanien erhielten loyale Historiker beschränkte Einsicht in die Archive des haschemitischen Königshauses. Die Mehrheit der Literatur zum Palästinakrieg umfasste die Memoiren von Beteiligten. Einige wenige Historiker schufen eine offiziell staatliche Geschichtsschreibung, welche die Perspektive der Regierung und des Königshauses übernahm und die tatsächlichen Absichten Abdallahs verneinte. Zeitgleich entstanden Darstellungen in Ägypten und Syrien, welche die Geschehnisse aus der Perspektive des arabischen Nationalismus darstellten und Abdallah als Verräter an der gemeinsamen Sache darstellten. Ab 1978 konnten ausländische Historiker durch Öffnung israelischer und britischer Archive die Rolle Jordaniens und die Absprachen mit Israel quellenbasiert herausarbeiten. In der offiziellen Geschichtsschreibung Jordaniens wurden diese Quellen als voreingenommen und parteiisch zurückgewiesen.
Die Geschichtsschreibung palästinensischer Autoren widmete sich seit den fünfziger Jahren häufig der Erhaltung der Oral History sowie der Dokumentierung der Ausmaße von Vertreibung und Verlust. Bereits Mitte der fünfziger Jahre unternahm Aref al-Aref den Versuch einer vollständigen Aufstellung zerstörter arabischer Siedlungen. 1959 focht Walid Khalidi als Wissenschaftler palästinensischer Abstammung erstmals die offizielle staatliche Version in der Öffentlichkeit an. Außerdem vertrat er die Meinung, man müsse aufgrund der divergierenden Kriegsziele der Palästinenser und der arabischen Staaten von zwei Kriegen sprechen. Die palästinensische Historiografie und die gesellschaftlichen Narrative wurden von westlichen Wissenschaftlern darin kritisiert, dass sie ihrer Seite den Status eines passiven Opfers zuschrieben.
Eine wissenschaftliche Ausarbeitung zur Rolle der britischen Streitkräfte im Bürgerkrieg fehlt bisher weitgehend.

## Mediale Aufarbeitung
Im Jahr 1958 veröffentlichte Leon Uris den historischen Roman Exodus, der die Geschichte des gleichnamigen Flüchtlingsschiffes und des Krieges beschreibt. Der Roman wurde 1960 verfilmt. 1966 wurde der Hollywoodfilm Der Schatten des Giganten fertig gestellt, der die fiktionalisierte Geschichte von David Marcus, einem Ex-US-Offizier in den israelischen Streitkräften, thematisiert. 1972 erfolgte eine journalistische Aufarbeitung mit dem Titel O Jerusalem von Larry Collins und Dominique Lapierre. Das Buch wurde 2006 in einer französisch-britischen Koproduktion verfilmt.
Der Jugendroman Zeit für die Hora, der sich mit der Immigration und der Zeit nach der Staatsgründung befasst, erhielt 1989 den Deutschen Jugendliteraturpreis.
Das israelische Fernsehen veröffentlichte 1981 eine Dokumentation über den Bürgerkrieg im Mandatsgebiet namens Amud Ha-Esh (deutsch: „Säule des Feuers“) sowie 1998 eine Dokumentationsserie über den Krieg gegen die arabischen Armeen namens Teḳumah (hebräisch תְּקוּמָה ‚Wiederaufrichtung‘).